# Festival Yaouank
Le festival Yaouank [ˈjɔwːãŋk] (« jeune » en breton) est un festival de musique se déroulant chaque année à Rennes, spécialisé dans les musiques actuelles bretonnes, principalement à danser en fest-noz.
Le festival est organisé par Skeudenn Bro Roazhon, fédération des associations culturelles bretonnes. La première édition eut lieu le 30 octobre 1999 et fut d'emblée un succès dans le pays rennais. Le festival se déroulait initialement sous forme d'un fest-noz géant (plusieurs milliers de personnes).
Depuis la fin des années 2000, il a lieu tout au long du mois de novembre dans différents lieux de Rennes. La clôture du festival a lieu au MusikHall du parc des expositions situé près de l'aéroport de Rennes.

## Historique
En organisant un fest-noz de type urbain, le but du programmateur Glenn Jegou est de proposer ce rassemblement culturel au plus grand nombre, en attirant notamment les jeunes, d'où le nom, yaouank en breton. Il souhaite encourager la pratique de la danse, de la musique et la modernisation de la tradition, au gré des créations.
La première édition se déroule le 30 octobre 1999 : sur l'affiche, l'accroche « une journée pour découvrir, une nuit pour la fête » invite à découvrir la culture bretonne (forum l'après-midi) et la photo du public montre qu'il s'agit de concerts, dont celui du groupe de rock EV (chant en breton). Le succès est au rendez-vous avec 5 000 danseurs dans la salle du Liberté, au centre-ville de Rennes.
En 2002, le groupe Plantec, nouvellement formé, se révèle sur la grande scène du Liberté. La soirée est parrainée par les Frères Guichen, qui ont ramené les jeunes au fest-noz dans les années 90 avec leur groupe Ar Re Yaouank.
En 2004, les frères Guichen retrouvent David Pasquet qui, à leurs côtés, jouait de la bombarde du temps d'Ar Re Yaouank. Le chanteur Ollivier Leroy s'inspire de l'Inde, entouré des percussionnistes de Stok an Dañs, et la création Kendirvi marque les débuts du groupe de fest-noz.

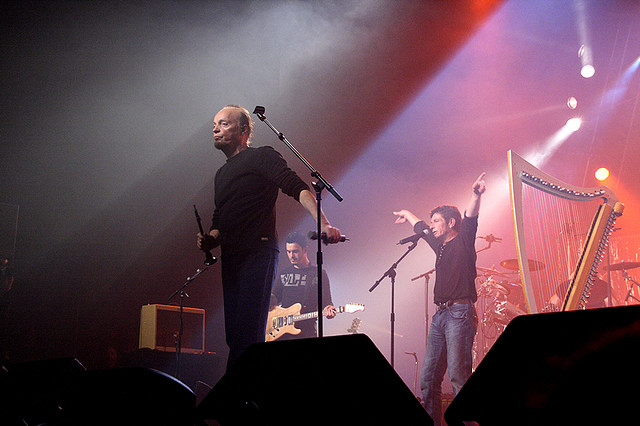
Alan Stivell et Dom DufF lors du grand fest-noz de 7000 personnes en 2009.

Les travaux du Liberté font que le fest-noz est organisé au parc des expositions en 2005, avec l'installation d'un grand plancher et de gradins. Denez Prigent est le parrain de cette édition, entouré de sept musiciens et de Louise Ebrel au chant, pour une formule plus traditionnelle, après sept ans d'explorations électroniques.
Le dixième anniversaire est marqué par une carte blanche conçue par le parrain Roland Conq, Feiz Noz Moc'h, réunissant deux musiciens béarnais de la Familha Artùs et le chanteur breton Lors Landat. Red Cardell convie également pour leur Banquet de cristal des invités : Dan Ar Braz, Louise Ebrel, Dr Nas (Asian Dub Foundation), Jimme O'Neill, Stéphane Mellino, Gérard Blanchard.
En 2009, « Alan Stivell Noz Project » permet à l'artiste d'animer un fest-noz avec son répertoire à danser pour la première fois en 40 ans de carrière, dans un MusikHall investi par 7 000 danseurs. Le concert des Ramoneurs de Menhir rencontre le succès, dans une ambiance punk et bretonne, rejoint sur scène par les musiciens et danseurs malouins de Quic-en-Groigne.
L'édition 2010 a été fréquentée par 12 000 festivaliers.
L'édition 2012 est à nouveau rythmée de concerts, de fest-noz, d'animations, de films en langue bretonne, de tremplins pour les nouveaux jeunes talents de demain et accueille près de 10 000 personnes sur une période de trois semaines. La soirée au MusikHall montre une Bretagne ouverte sur le monde, avec la création du groupe Startijenn - El TaQa, invitant le chanteur de Raï Sofiane Saïdi, le groupe Cuba y Breizh, mêlant musiciens afro-cubains avec le bagad de Cesson-Sévigné, les Ramoneurs de Menhirs, le kan ha diskan de Krismenn mêlé au human beatbox d'Alem.
Lors de l'édition 2013 des 15 ans, le hall 5 est devenu le point de restauration avec les buvettes du festival ; aussi sont présents, les différents stands des acteurs et partenaires. Le MusikHall connait une édition marquante : 12 heures de musique à danser, 15 groupes sur scène dont la reformation du groupe Ar Re Yaouank séparé depuis 15 ans et une affluence record de près de 8 000 danseurs.
L'édition 2014 marque l'ouverture d'une deuxième scène, dans le hall 5 du parc expo. Après leur passage remarqué en 2012, le duo Krisemm et Alem, qui allie kan-ha-diskan et beat boxing, invite Parveen et Ilyas Khan. Une autre création réunie Fred Guichen, Sylvain Barou et l'Irlandais Dónal Lunny.
En 2015, le Bagad de Vannes, vainqueur cette année-là de l'émission La France a un incroyable talent, réalise deux passages, un premier avec un répertoire à danser et un second avec sa création Contrechamp. Le temps fort de cette soirée est la création Alkeemia, la rencontre du groupe de fest-noz Digresk et d'un orchestre symphonique, qui aboutira à la sortie d'un album live.
L'édition 2016 est marquée par le retour de Denez Prigent qui anime un fest-noz pour la première fois depuis sa venue en 2005, accompagné exceptionnellement des frères Guichen. Aussi, l'orchestre symphonique de Bretagne se produit pour la première fois en fest-noz, faisant danser les 8 000 personnes sur le répertoire du duo Hamon Martin avec la chanteuse Annie Ebrel.
Une battle inédite oppose en 2017 le bagad Kemper et le bagad Cap Caval, les deux ensembles se partageant à eux seuls le titre de Champion de Bretagne des bagadoù depuis 2008. Le duo Blain-Leyzour s'électrifie pour l'occasion et les Ramoneurs de menhirs s'entourent du bagad Kemperle et de danseurs du cercle Quic-en-Groigne.
La 20e édition est célébrée en 2018, avec le retour de groupes comme la reformation du mythique groupe Gwenfol, Carré Manchot (en version 1997) et Natah Big Band, une formation de 17 jeunes musiciens née deux ans auparavant à Yaouank. Le guitariste Jean-Charles Guichen propose une création inédite avec les musiciens de son dernier album Breizh an Ankou dont Dan Ar Braz, Denez Prigent et le Bagad Sonerien Bro Dreger.

## Programmations du grand fest-noz

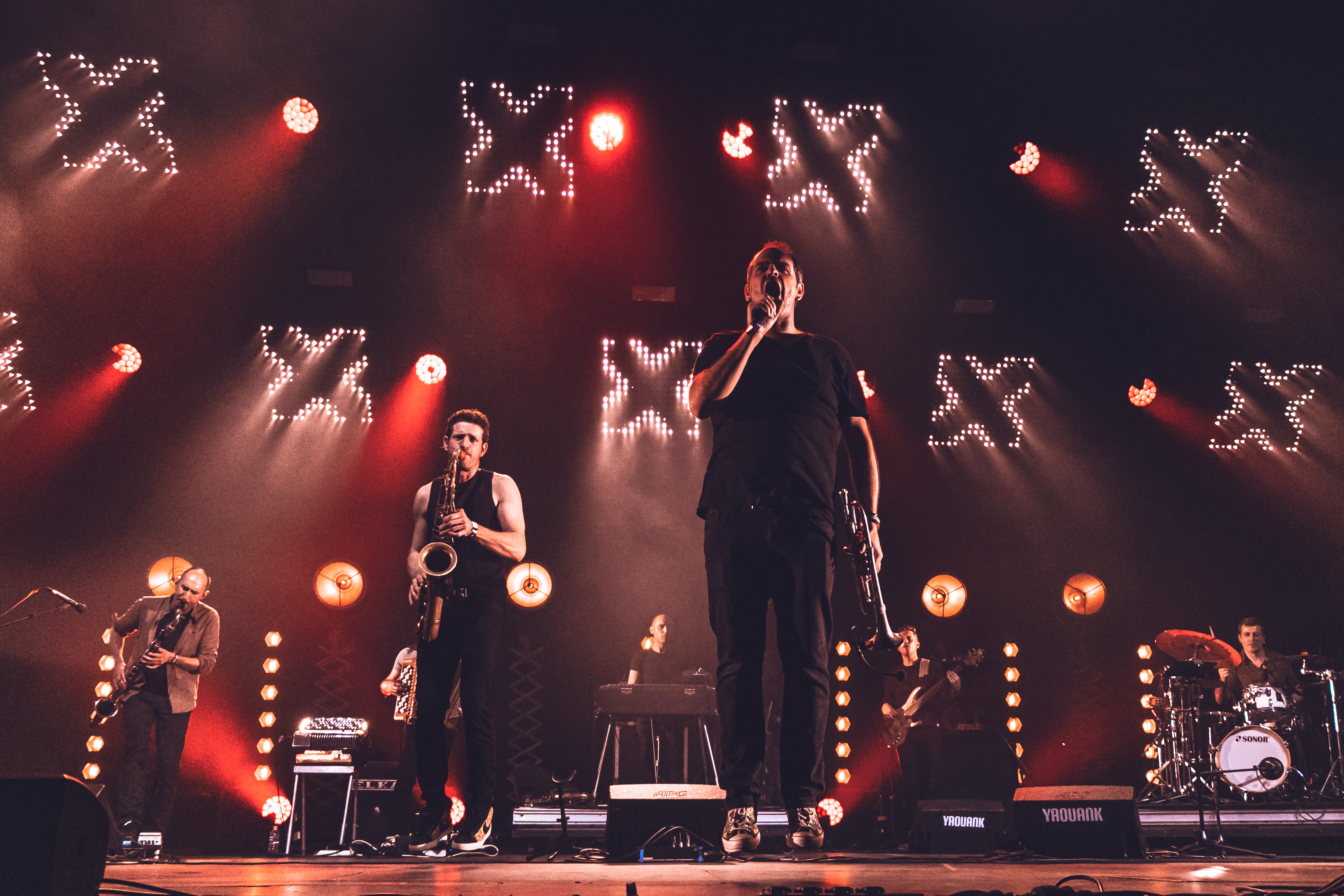
Fleuves & Ndiaz
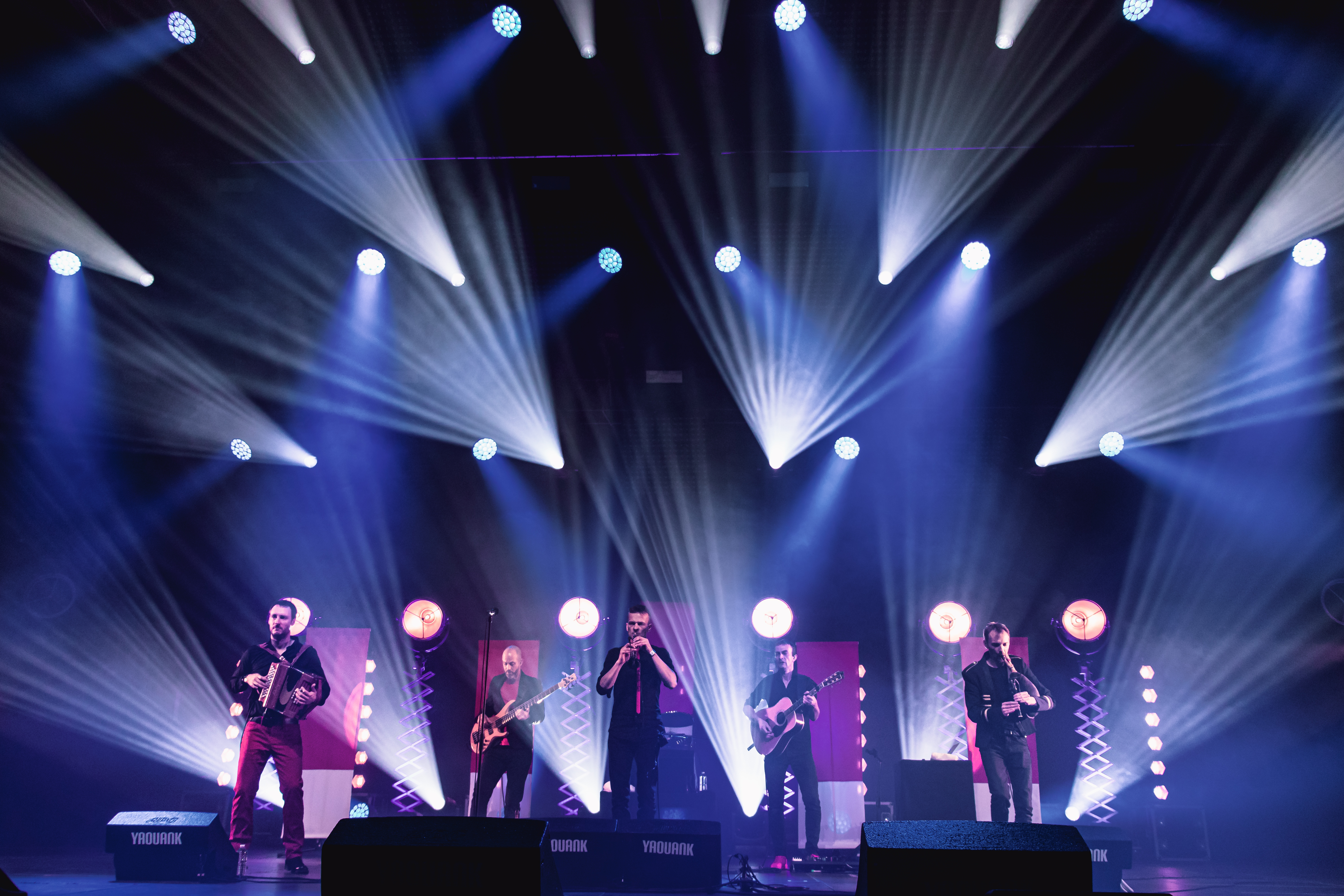
Startijenn
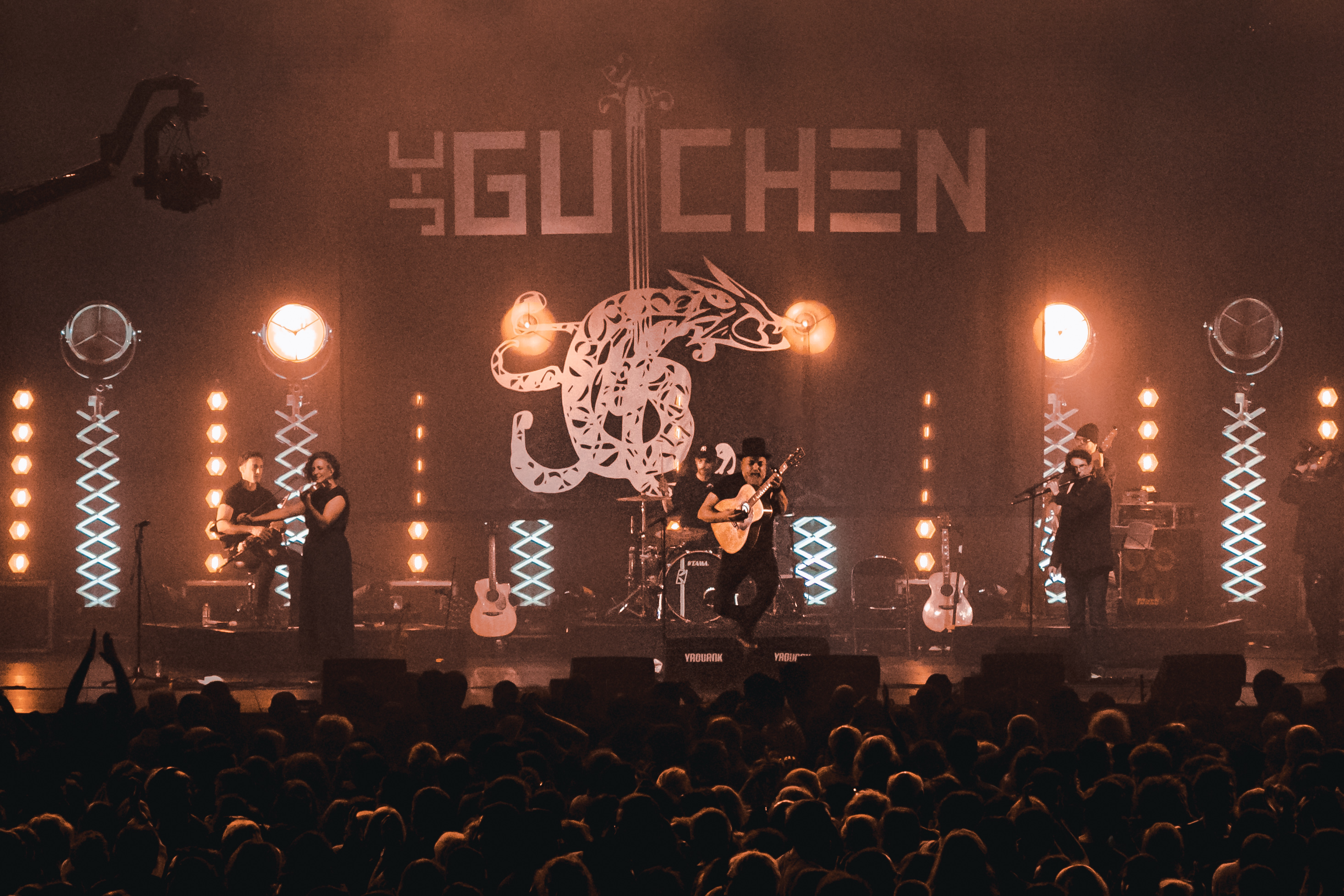
Jean-Charles Guichen
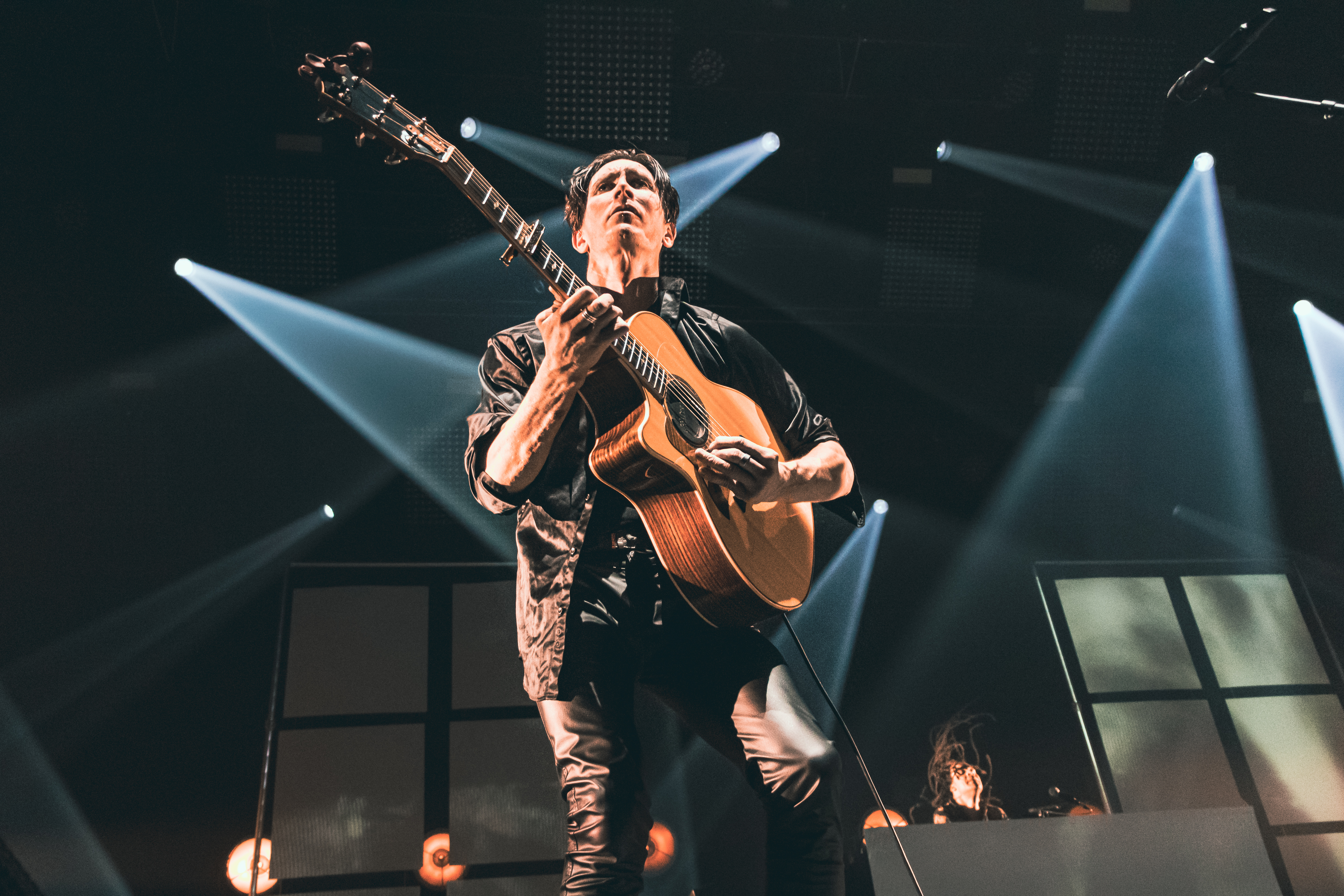
Plantec
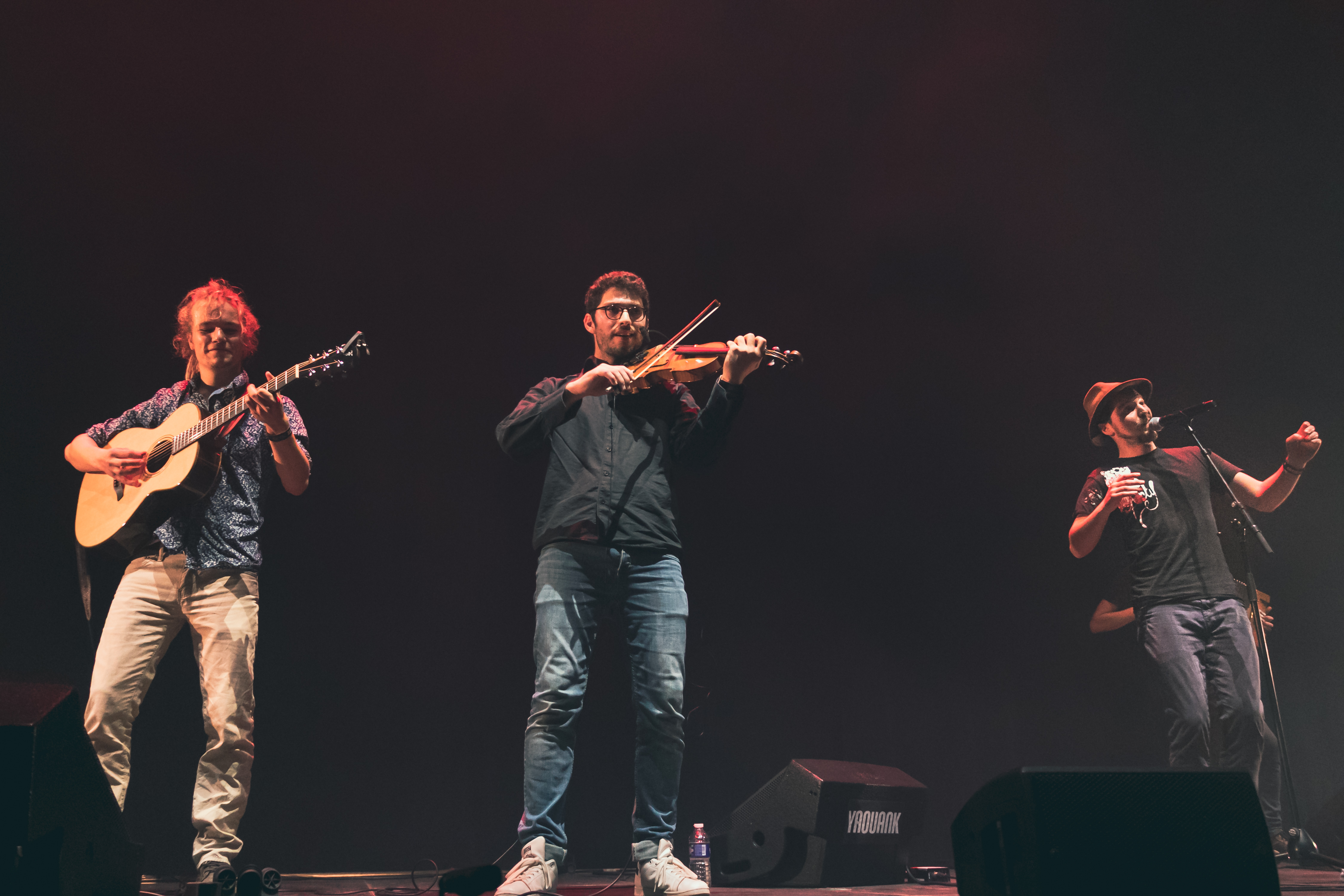
War-Sav
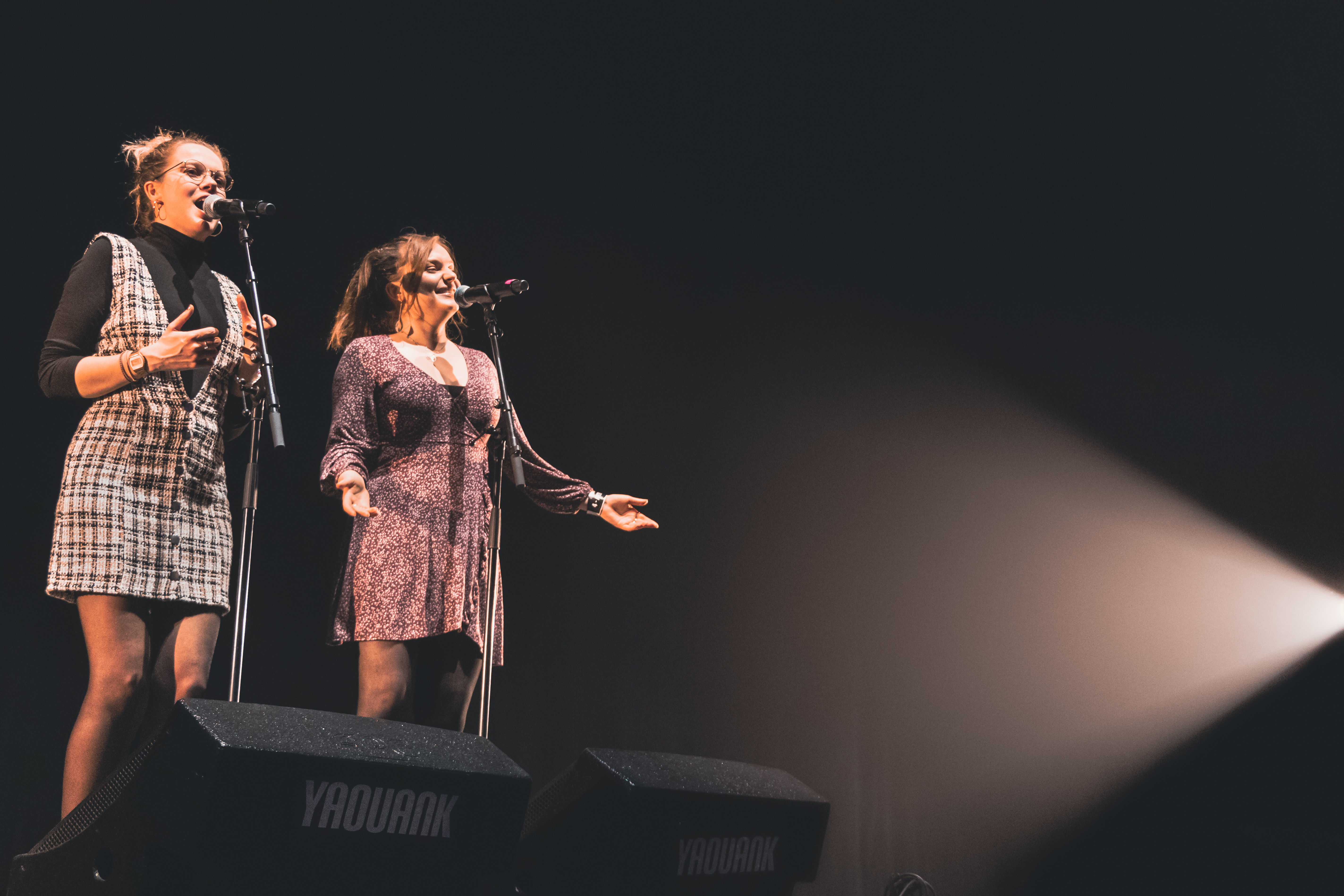
Diridollou/Lavigne

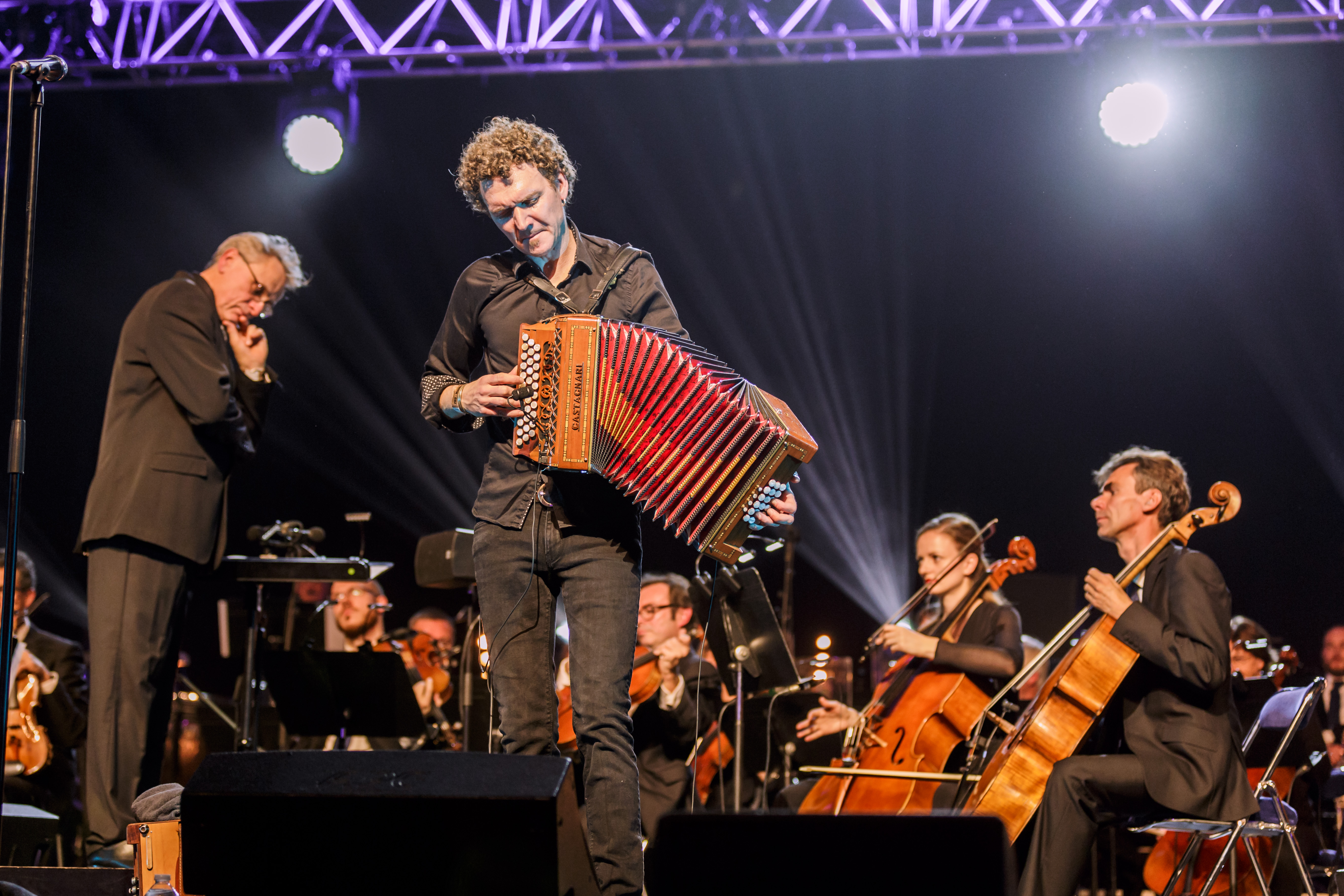
Hamon Martin et l'Orchestre symphonique de Bretagne
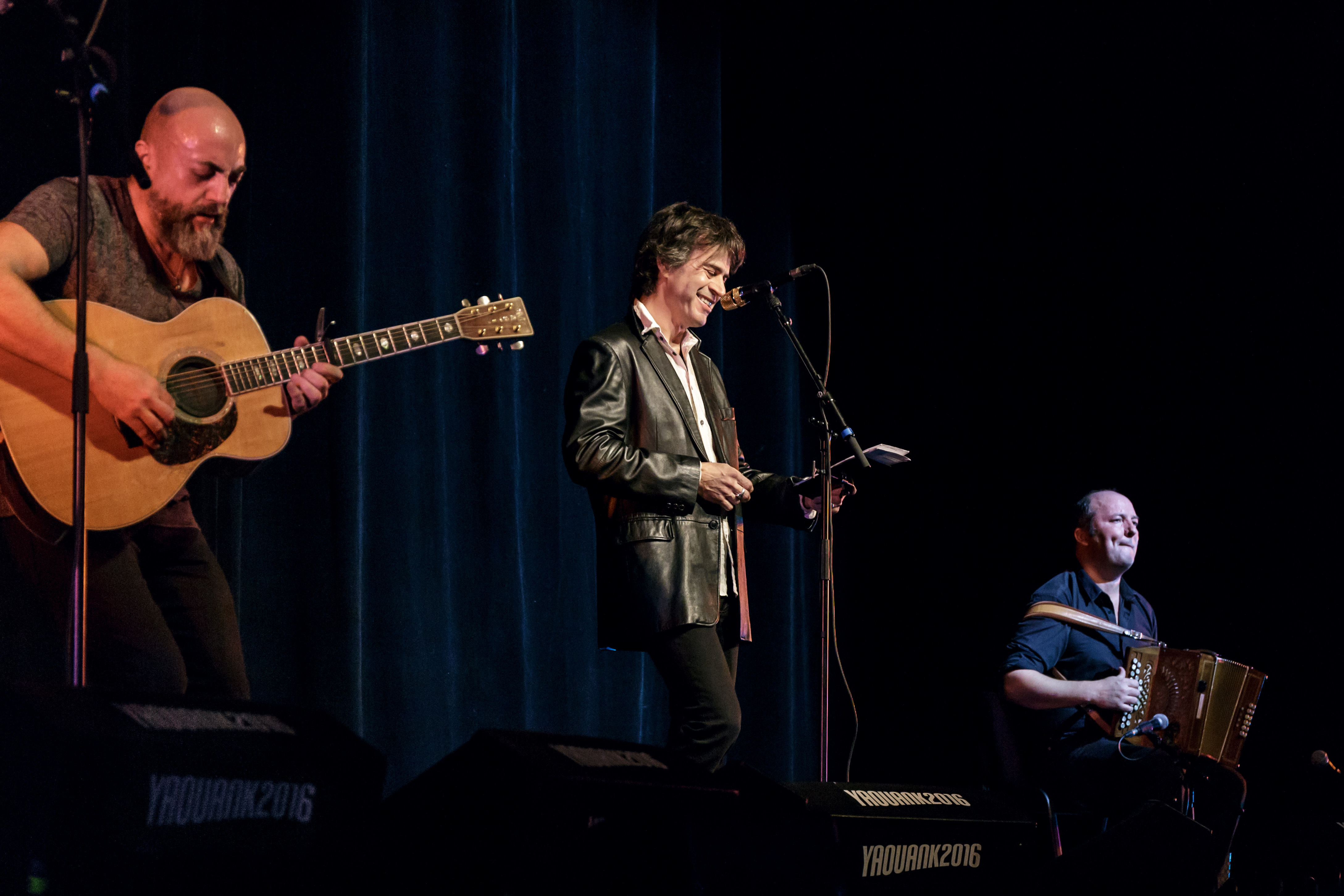
Frères Guichen et Denez
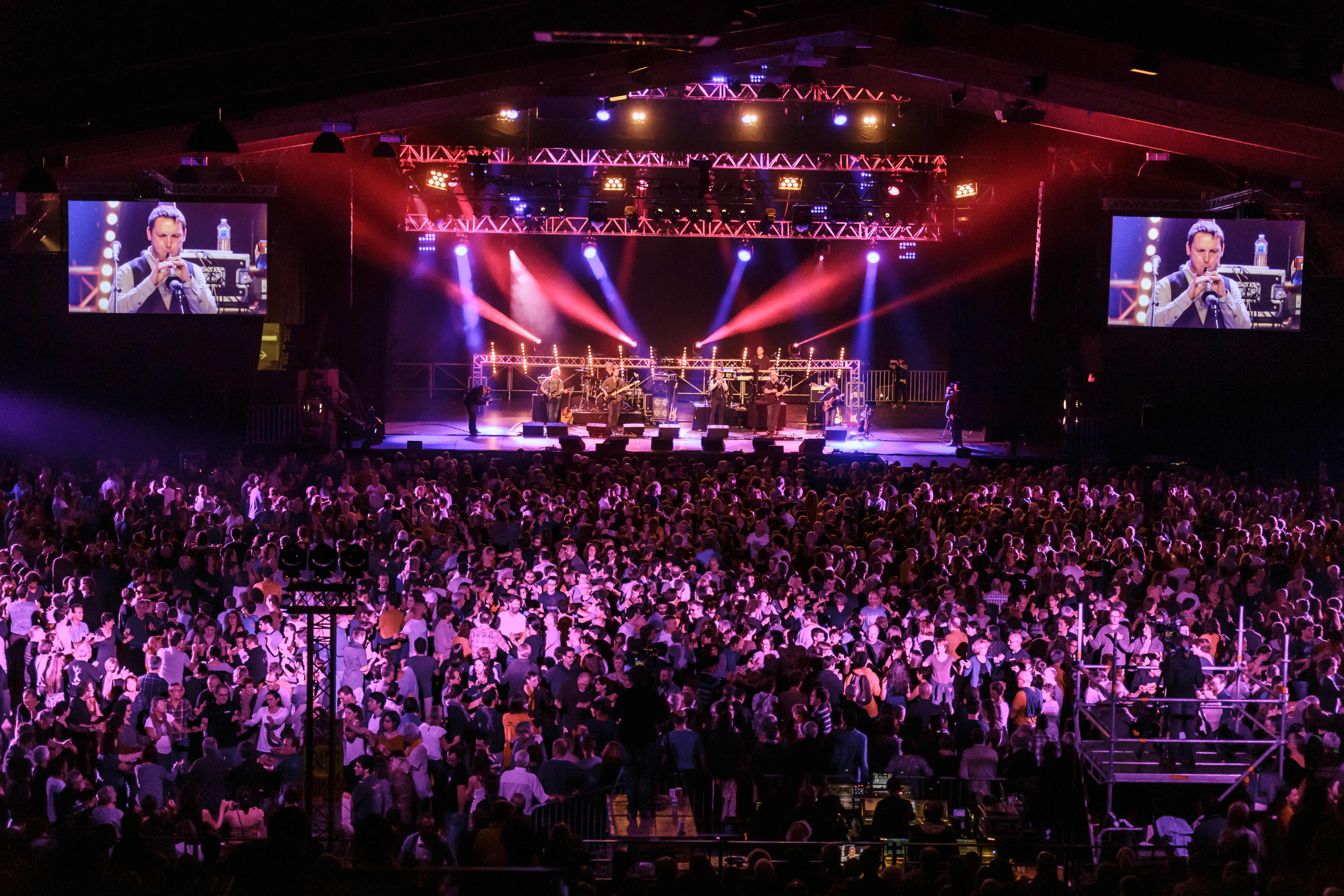
Sonerien Du
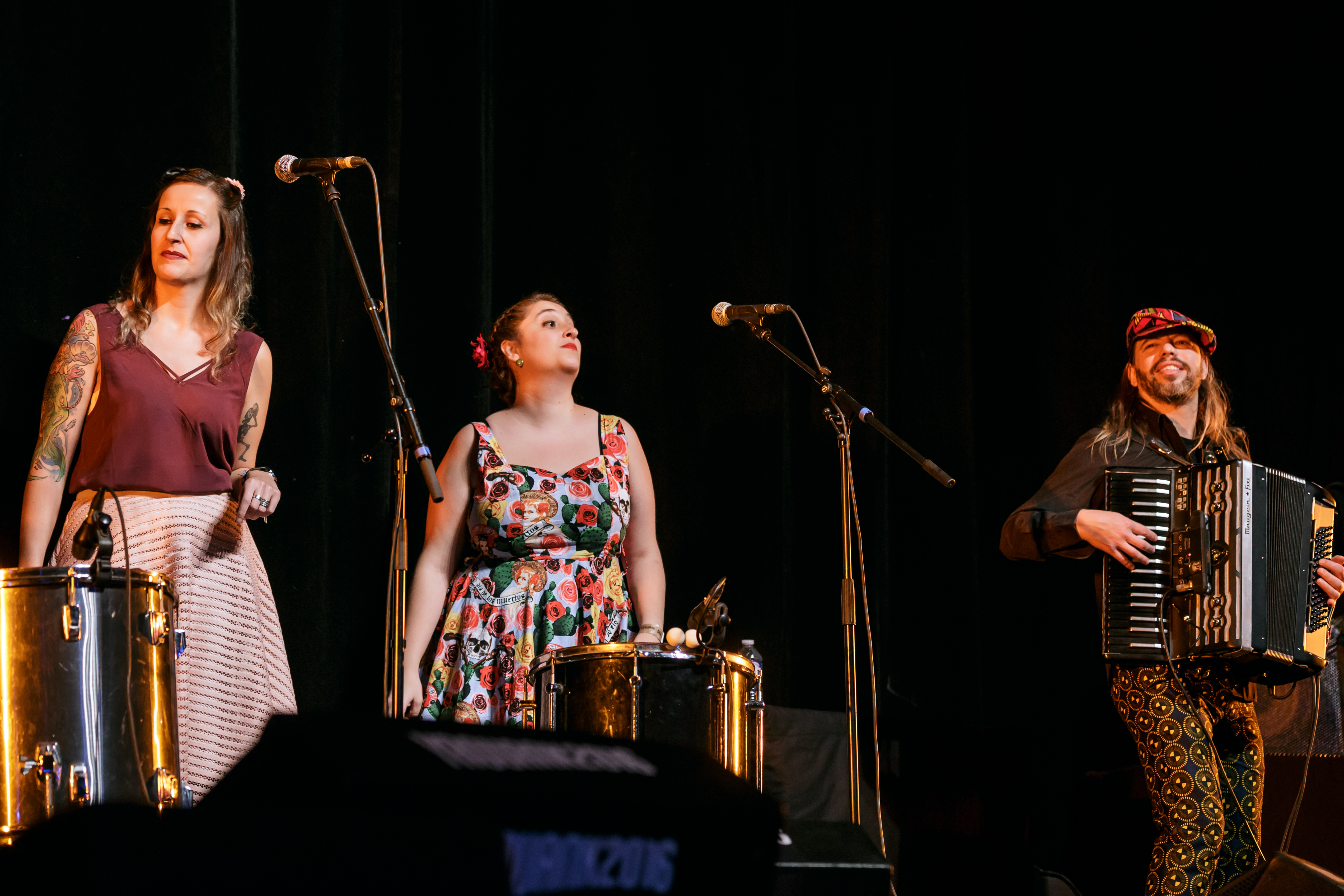
Amieva et Fixi
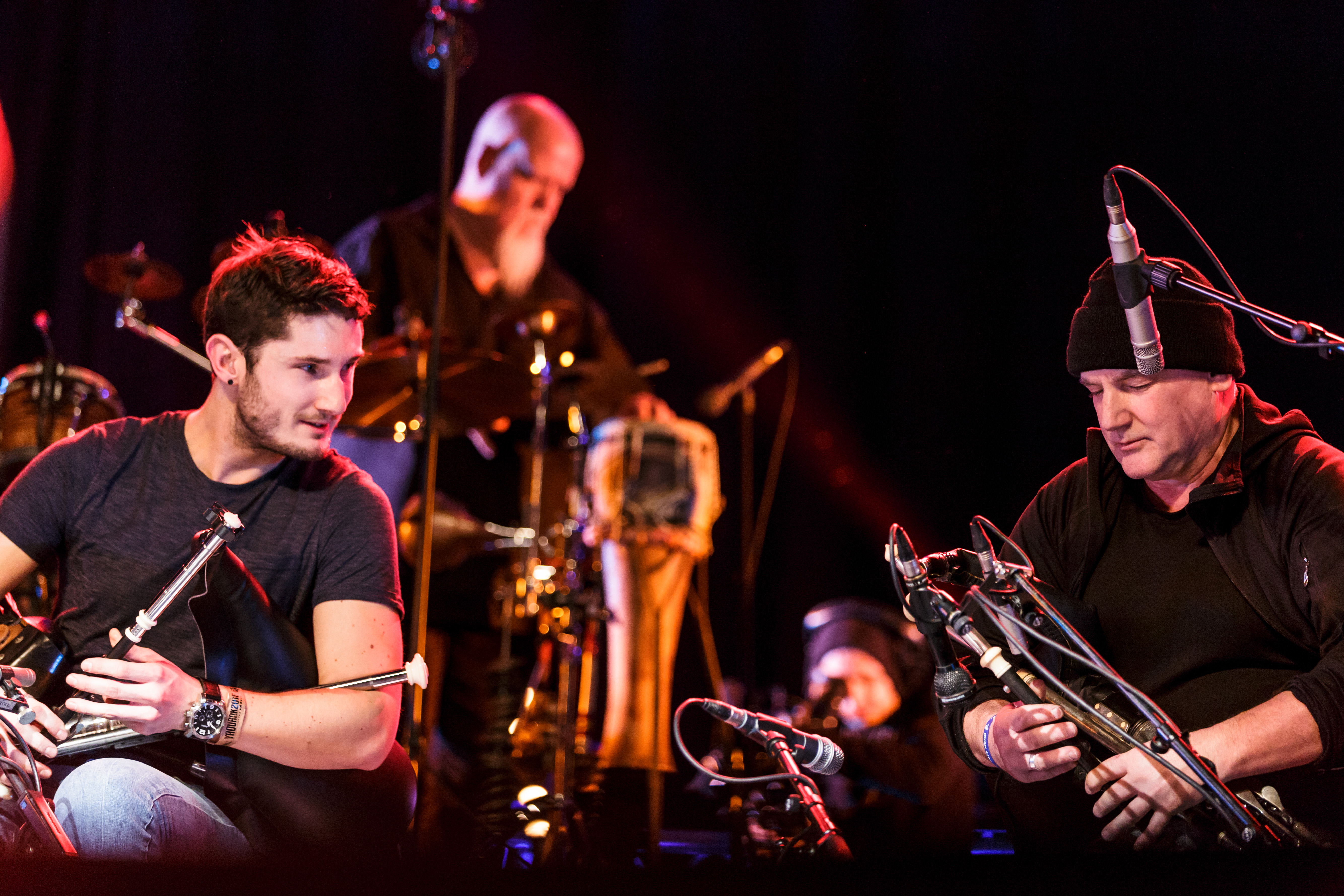
Yoann Nedeleg Noz Project feat Davy Spillane
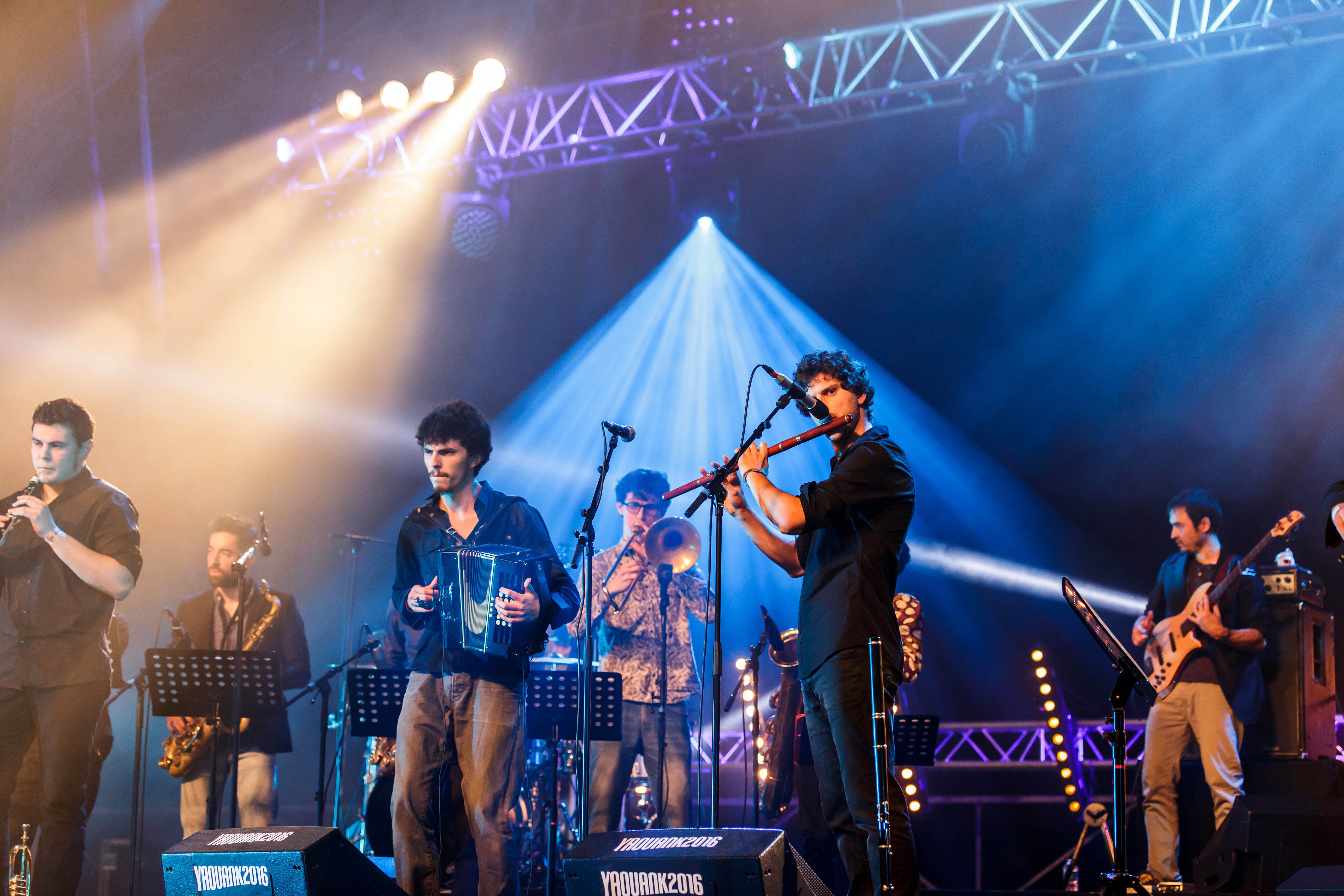
Nâtah Big Band
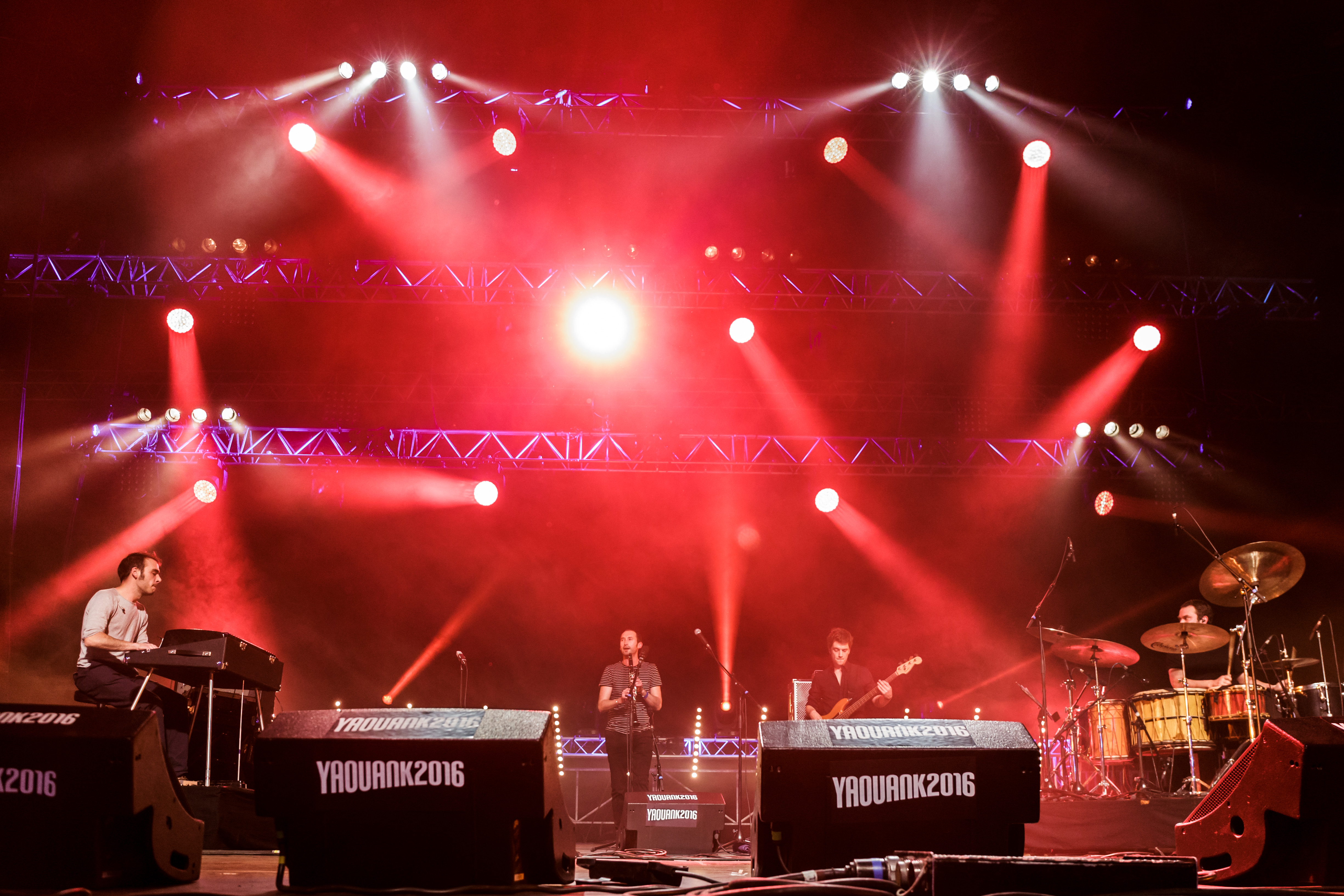
Fleuves
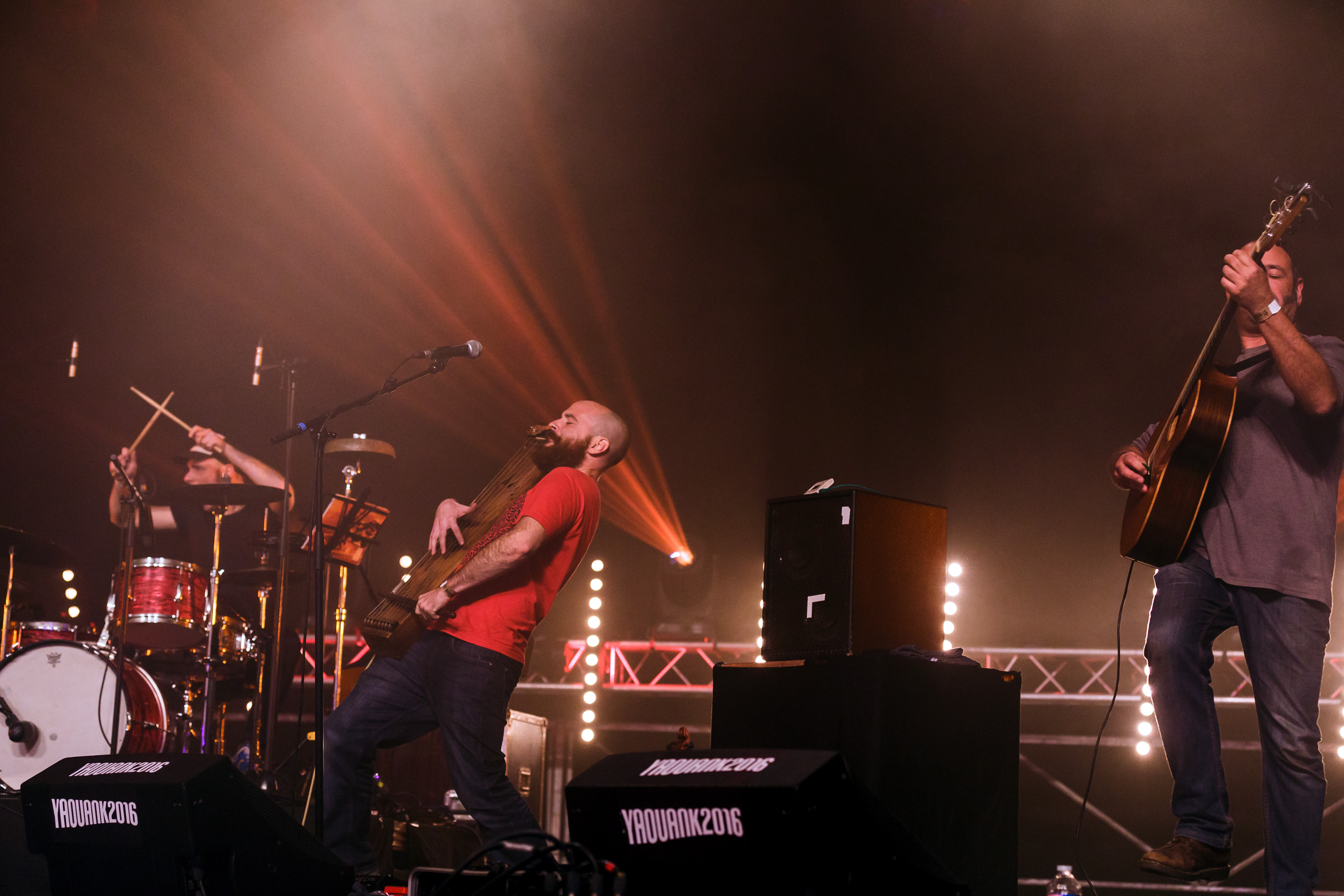
Feiz Noz Moc'h
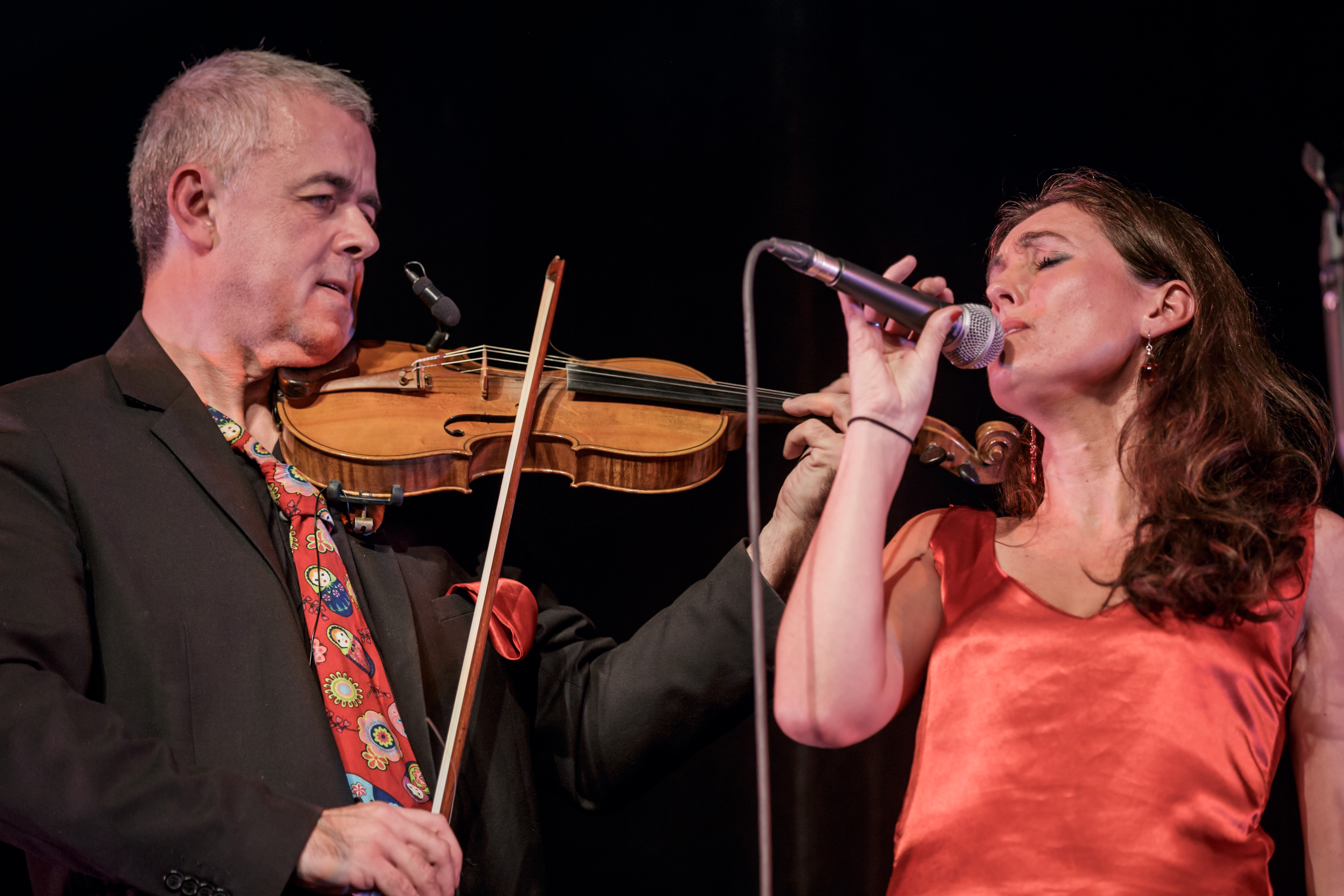
Morwenn Le Normand & Ronan Pinc
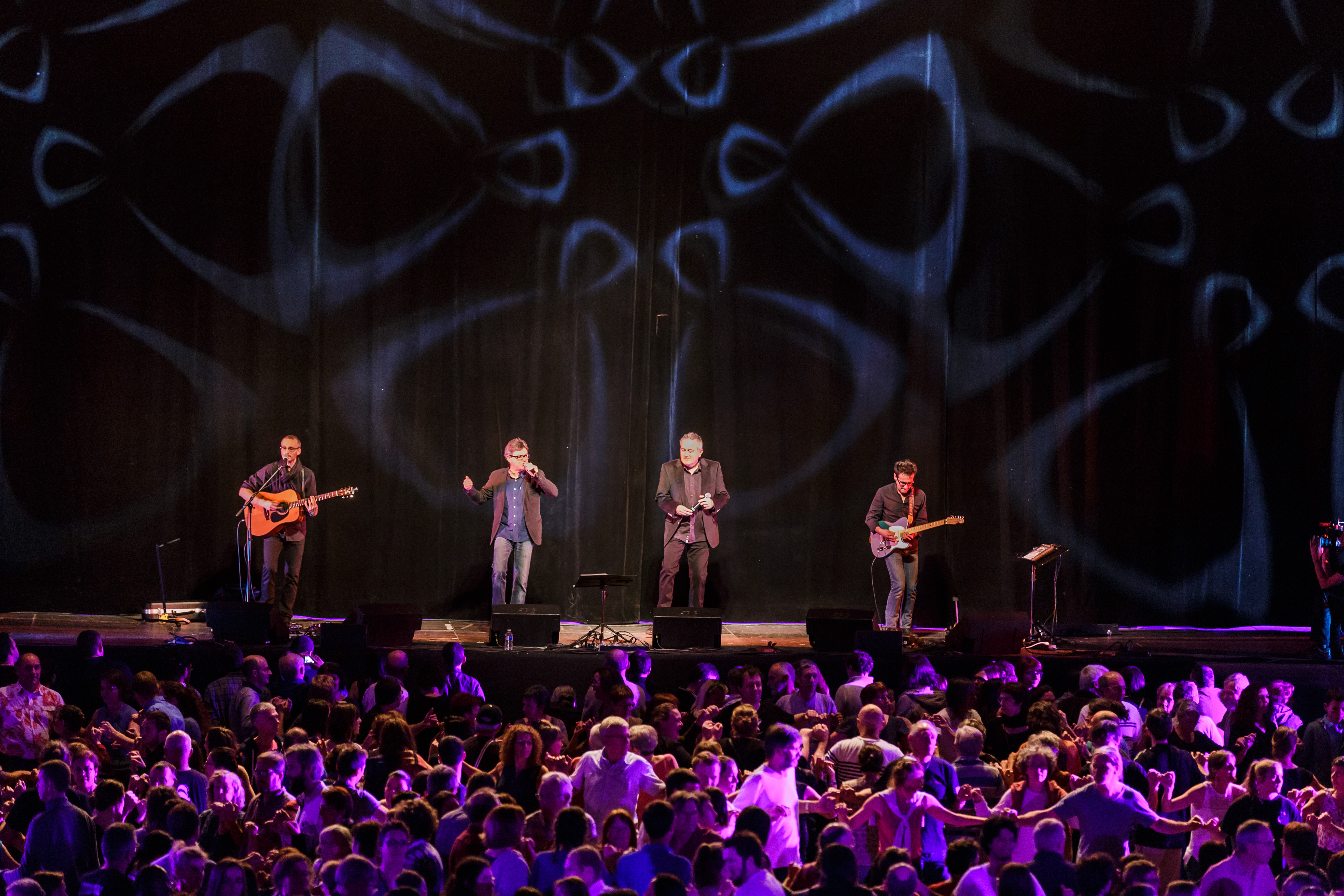
Arvest
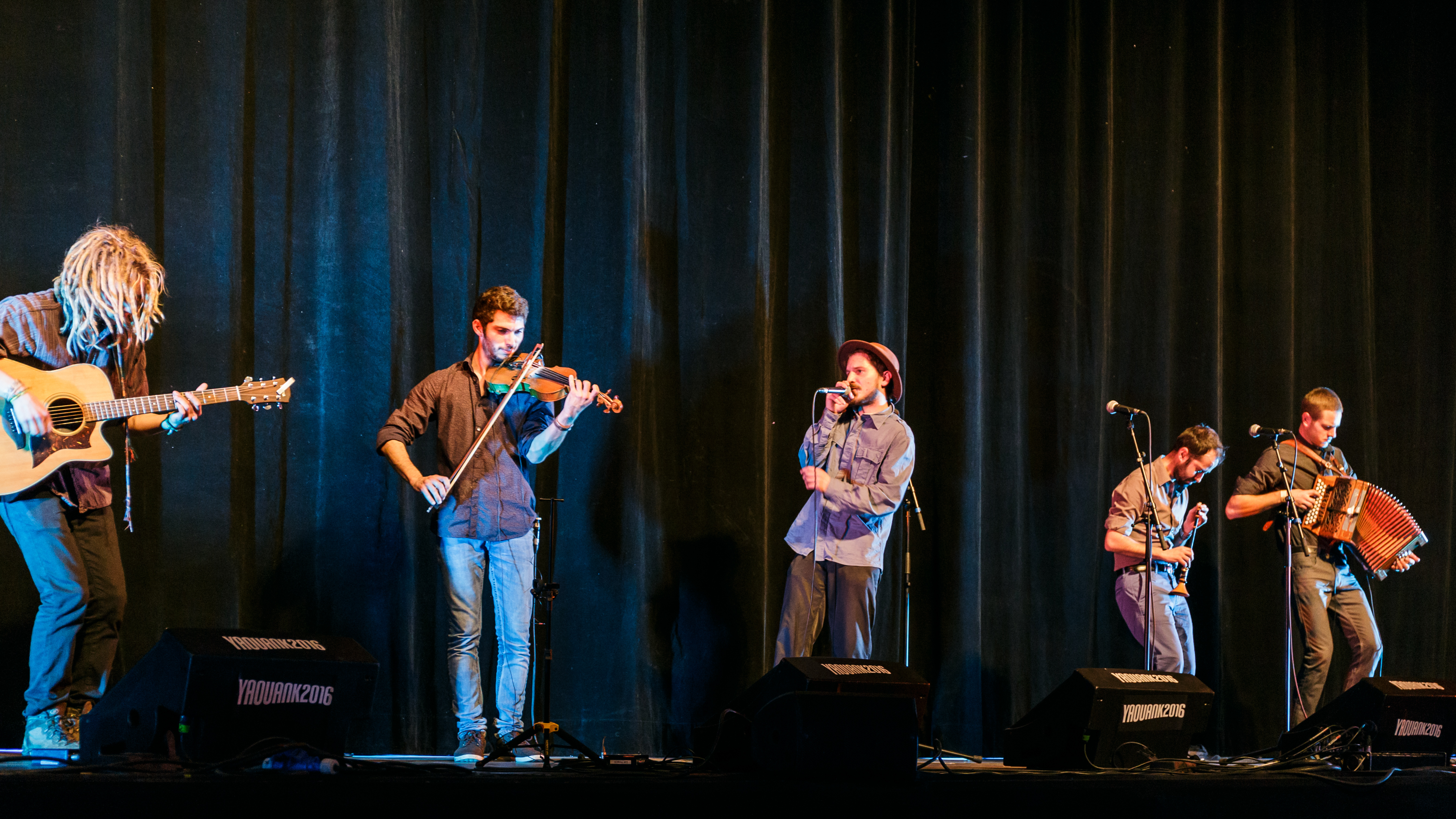
War-Sav

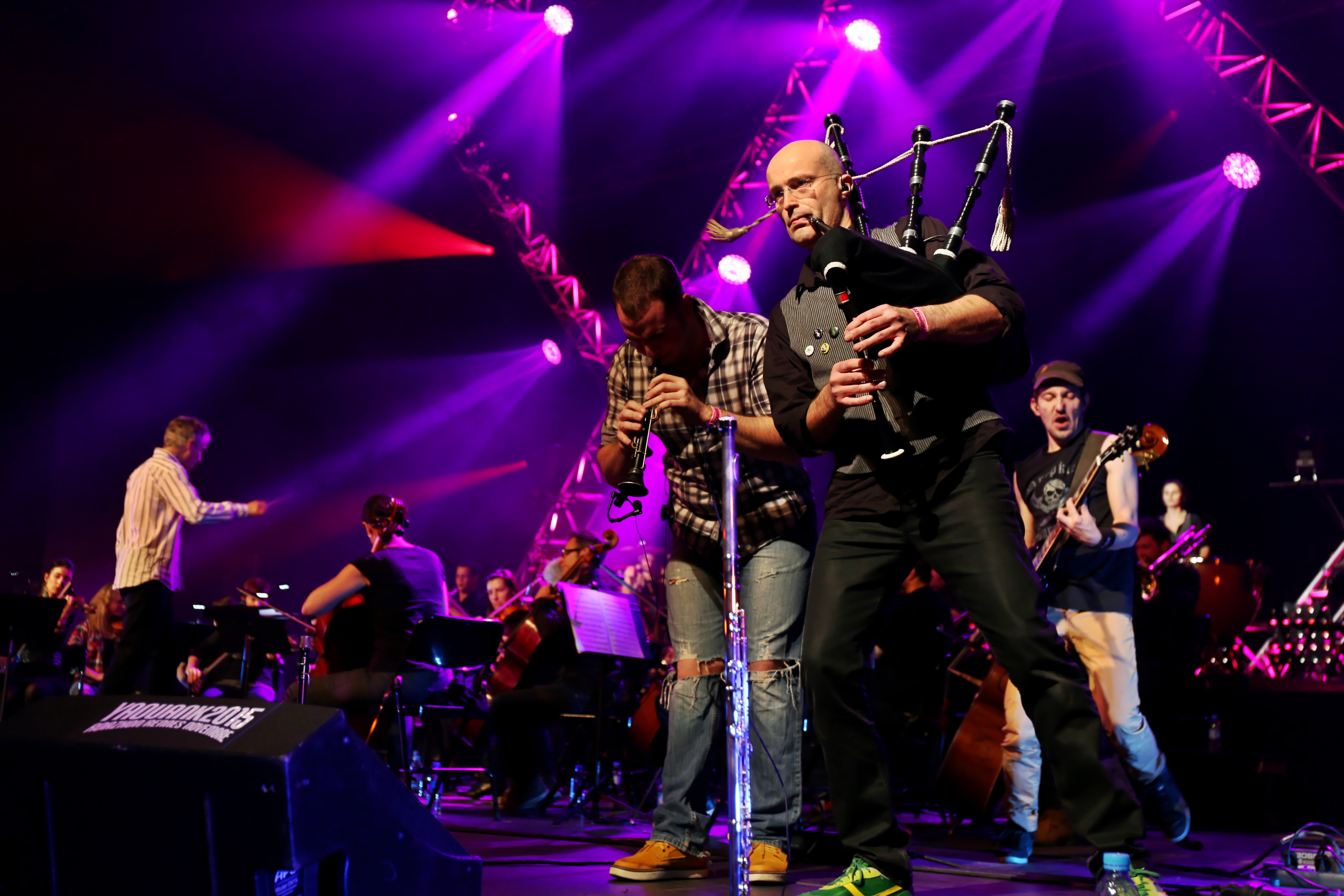
Alkeemia (création Digresk)
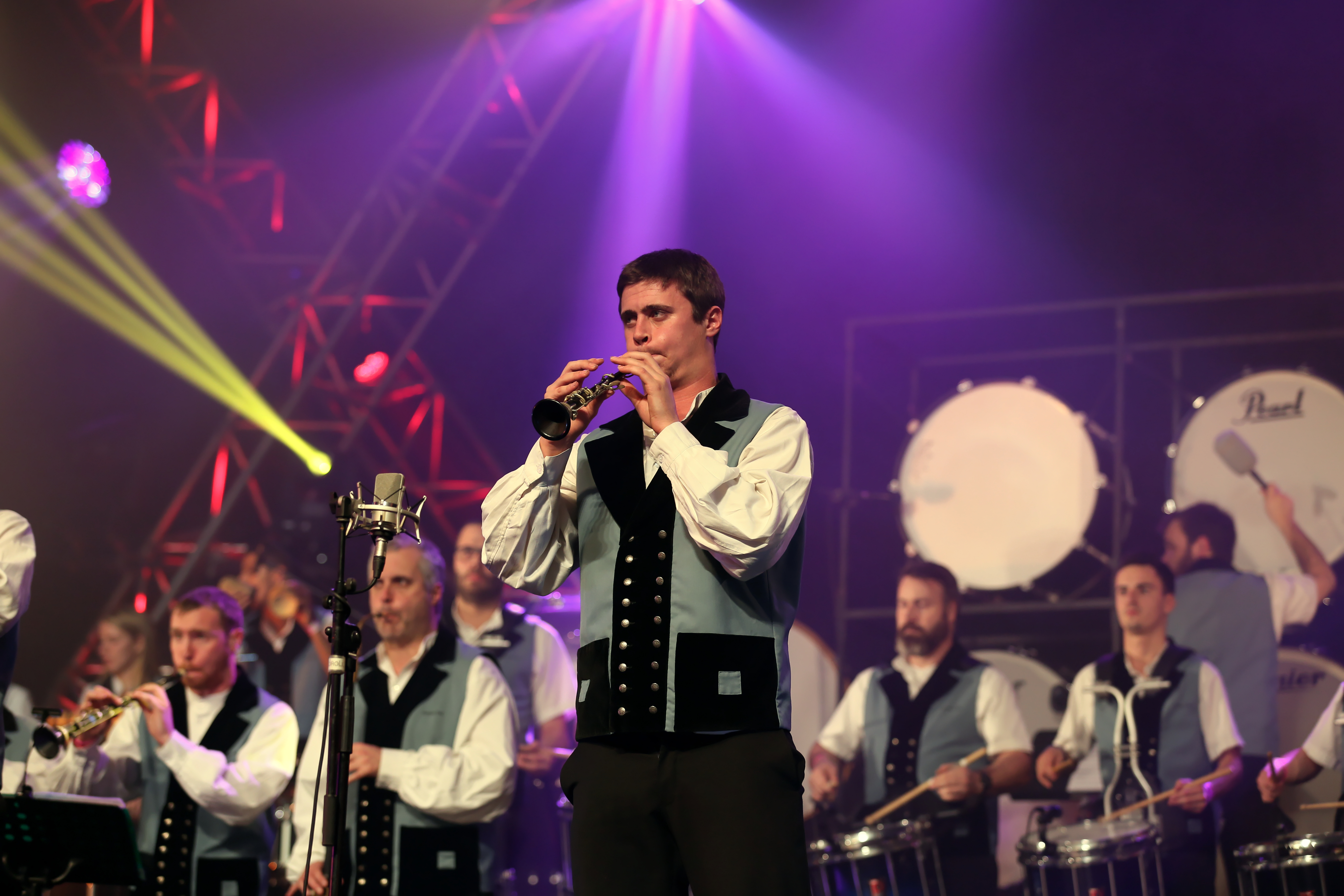
Bagad de Vannes Melinerion
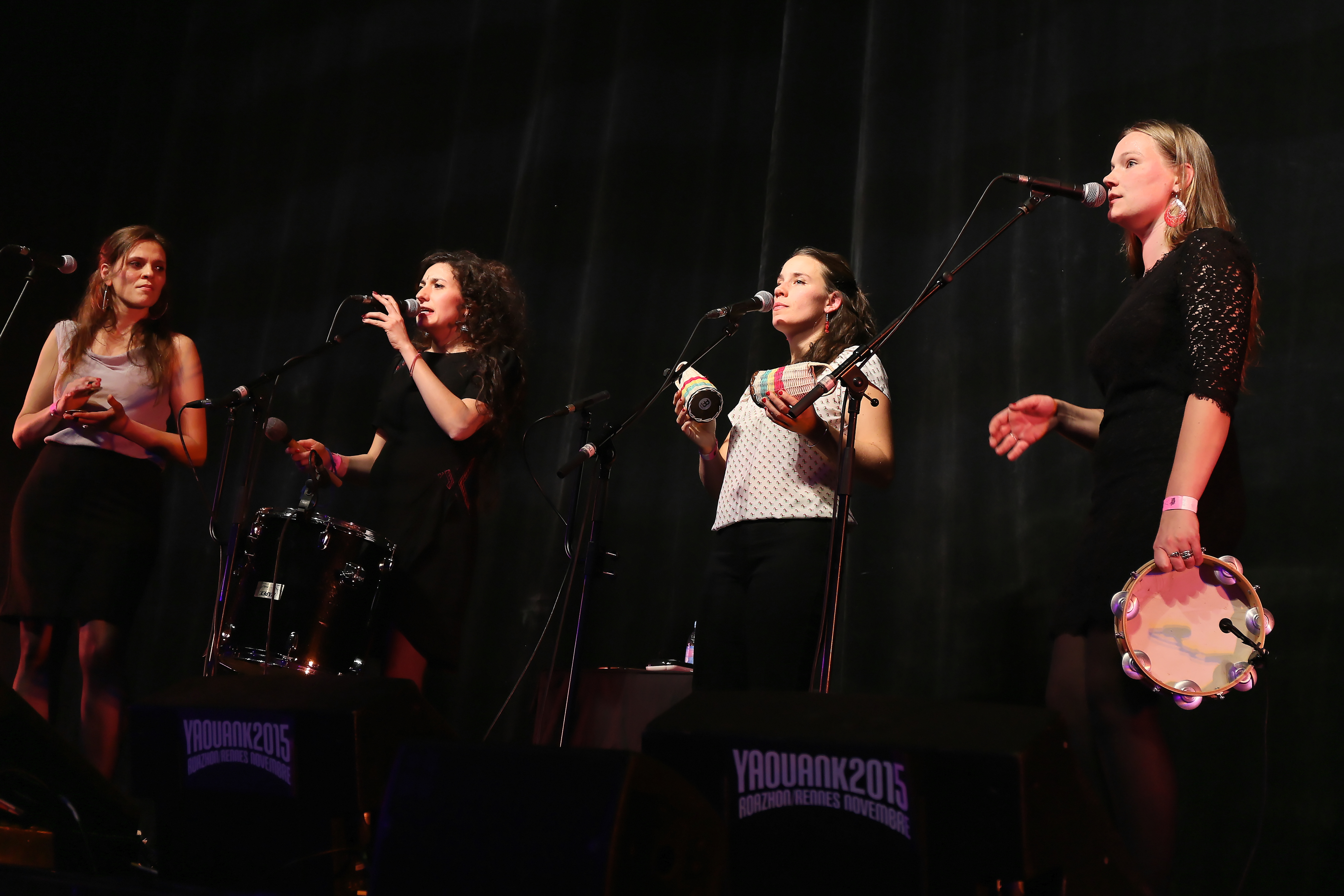
Barba Loutig
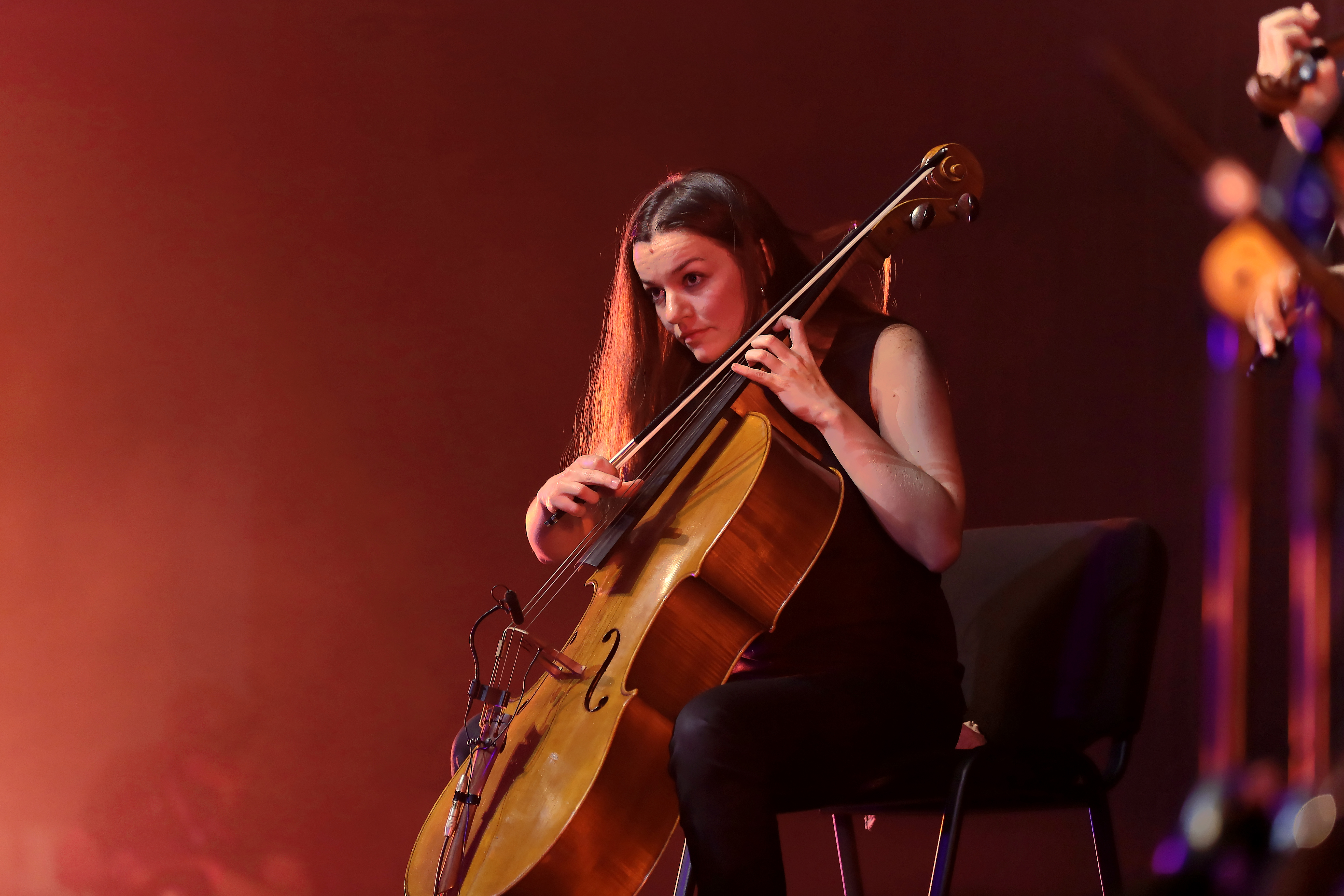
Dour Le Pottier Quartet
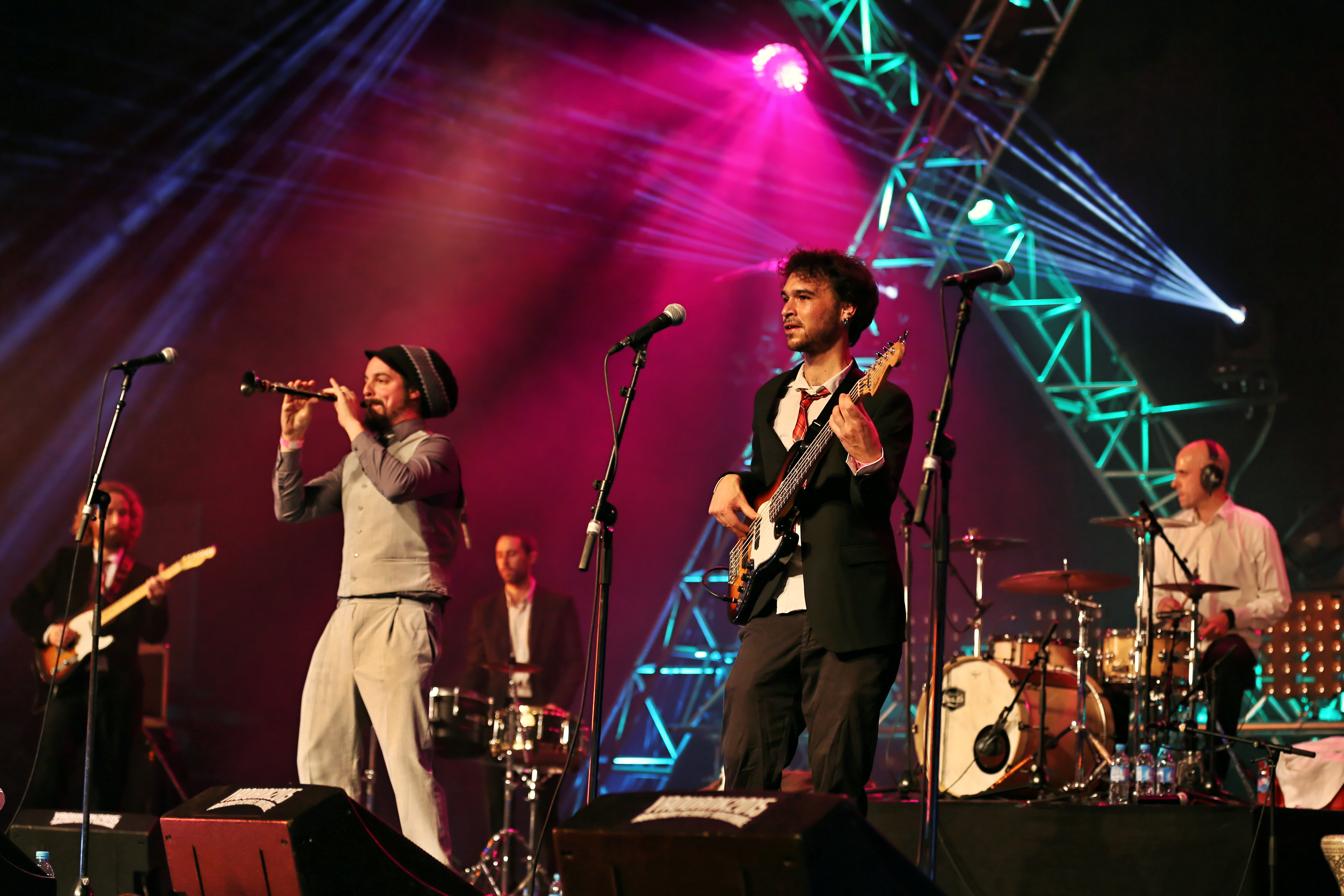
IMG
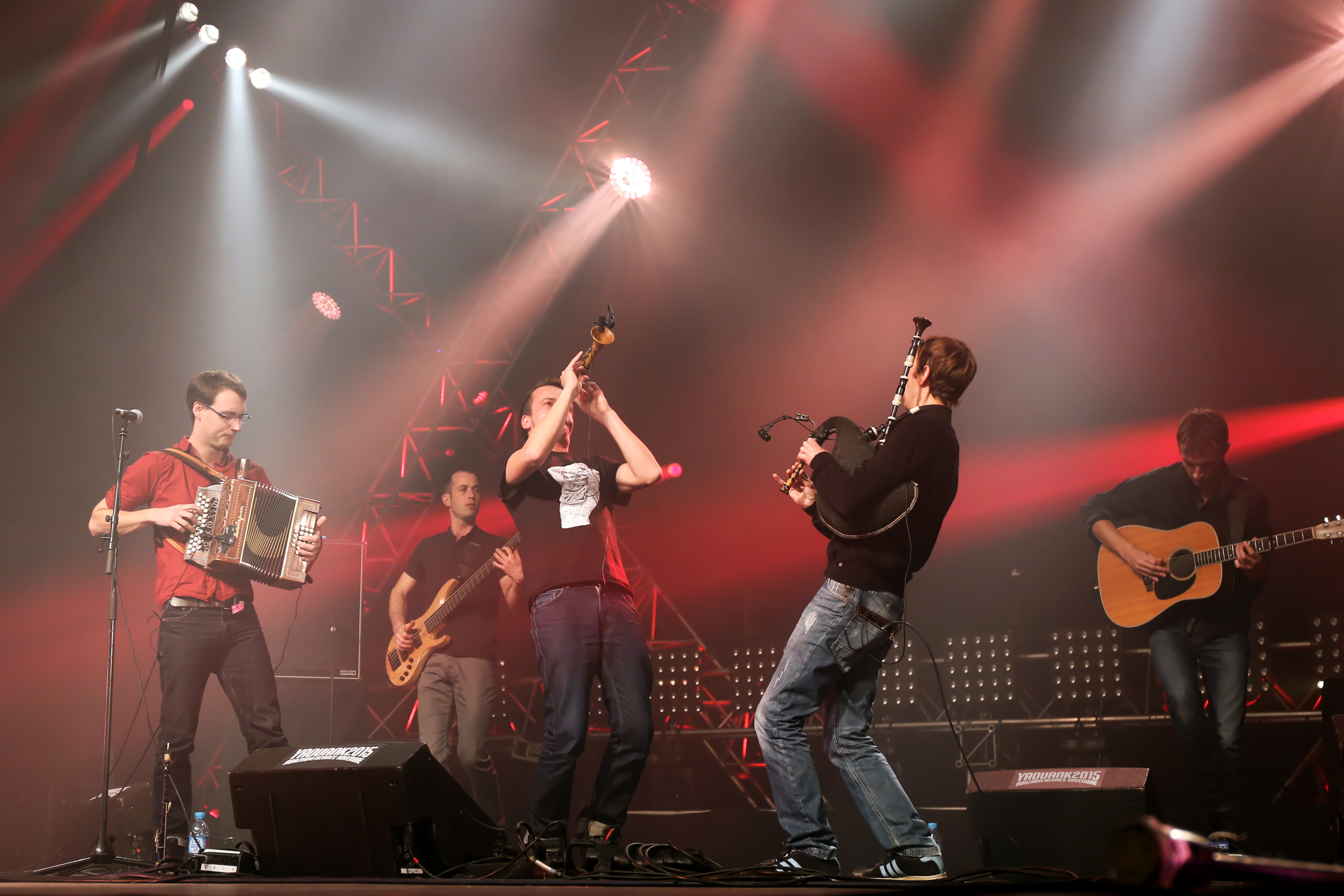
Startijenn
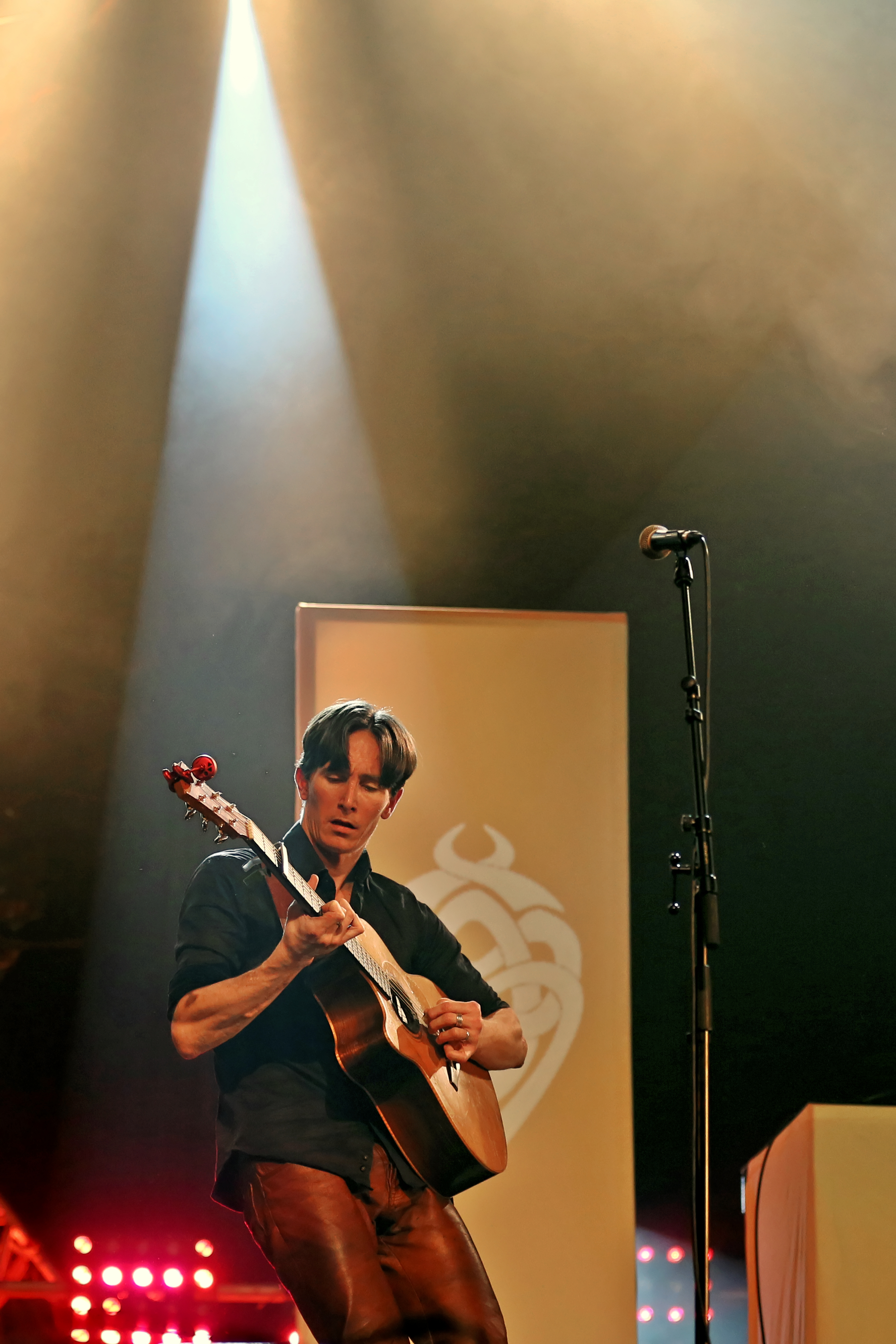
Plantec
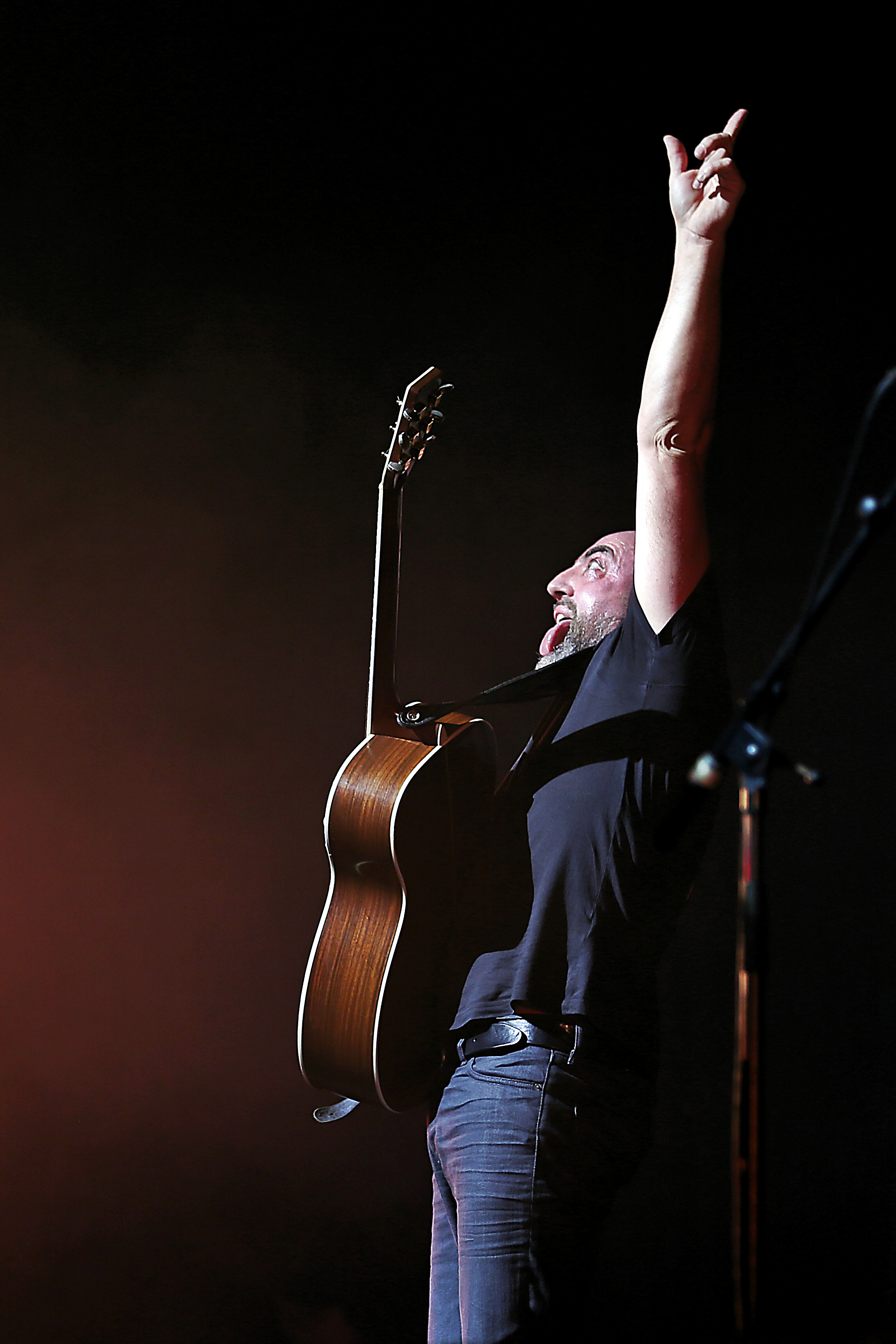
JC Guichen
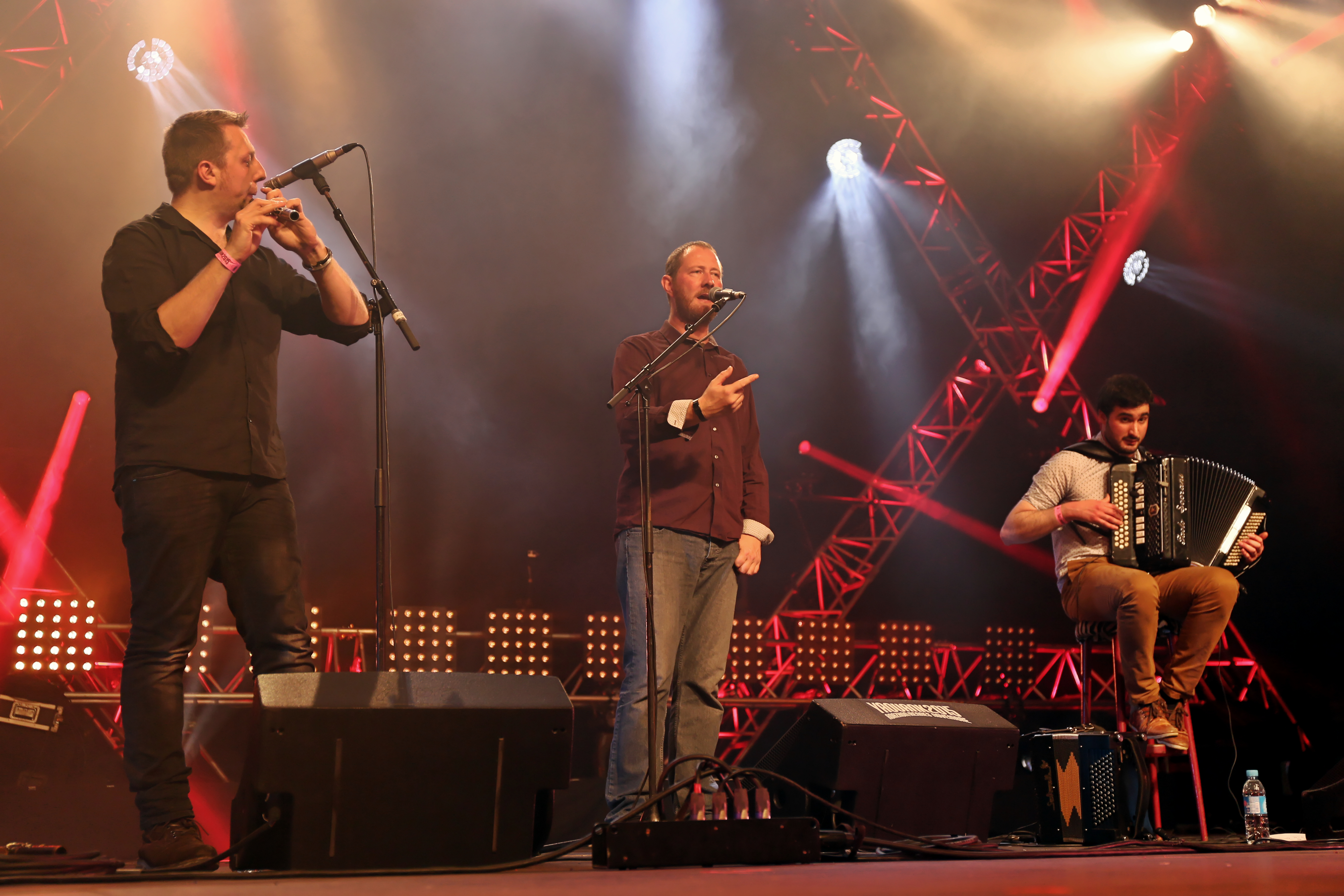
Landat-Moisson Quintet
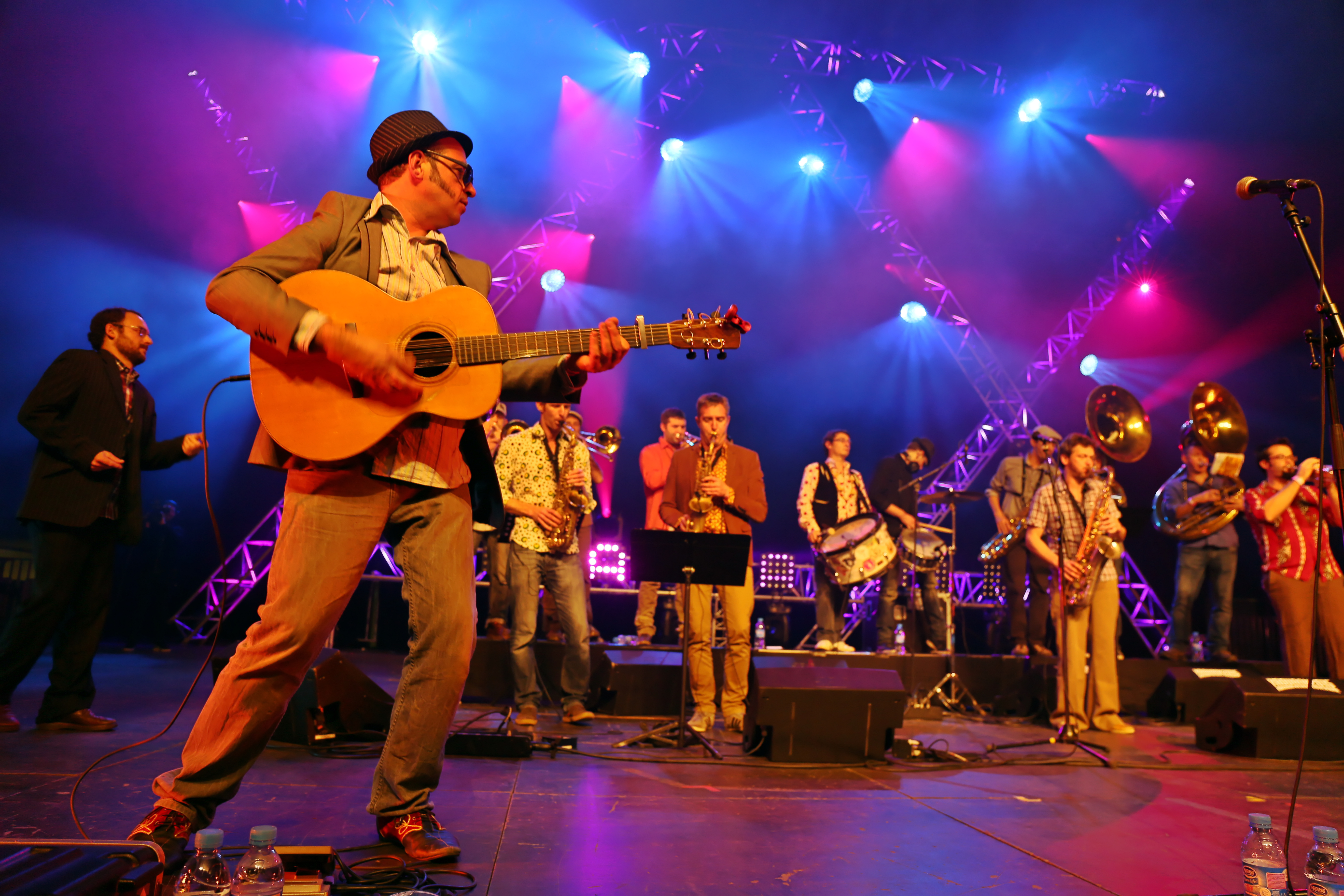
Alambig Electrik & l’Usine à Canards
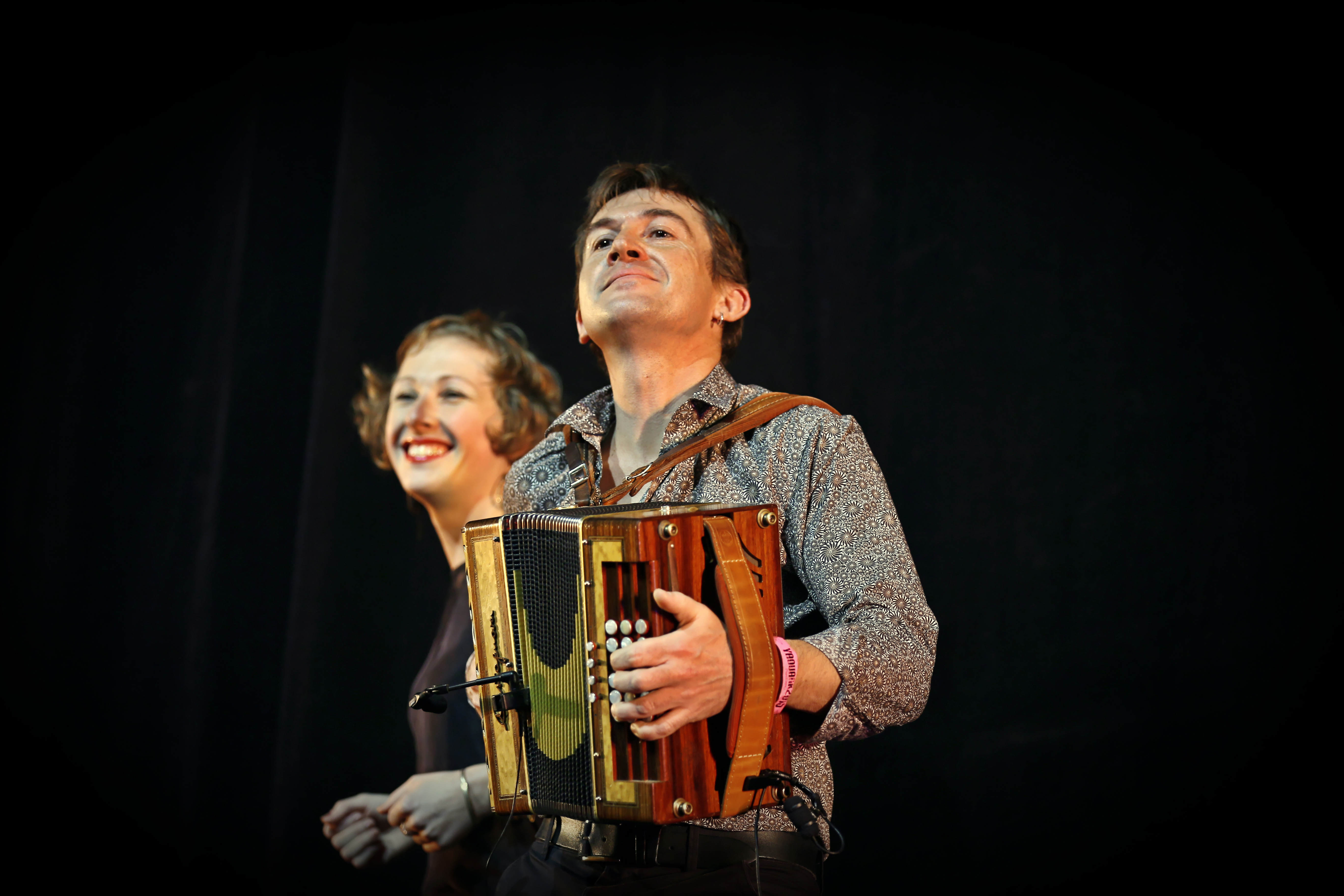
Rozenn Talec et Yannig Noguet

## Organisation

### Les différents lieux
- Parc des expositions (depuis 2016)
- Le Musikhall
- La Cité
- Le Liberté / L’Étage
- le 4bis
- Les Champs Libres
- bisTRO
- L'Espace
- L'Antipode MJC

### Partenaires et mécènes

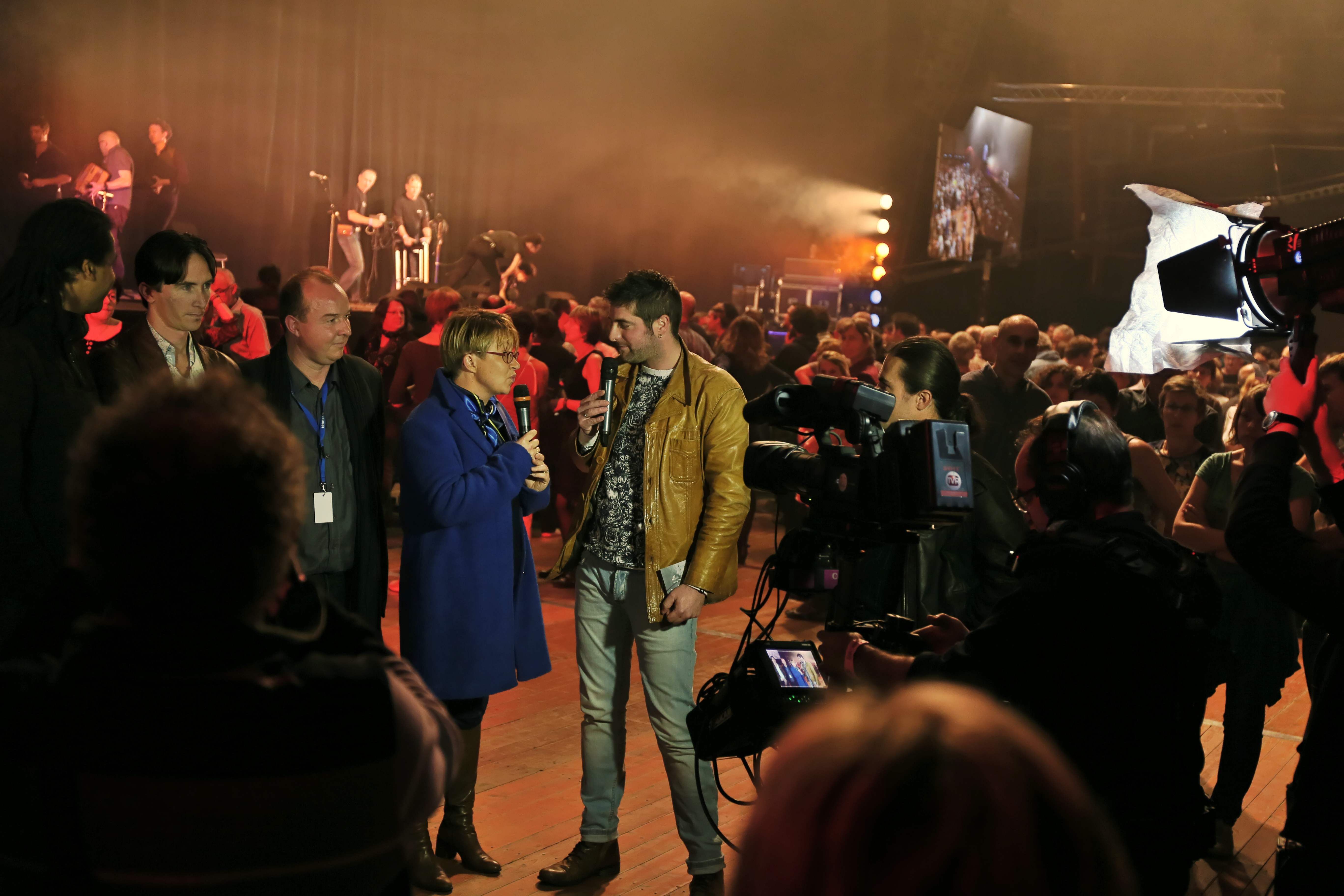
Glenn Jegou (Skeudenn Bro Roazhon) et Nathalie Appéré (maire de Rennes) interviewés par Thelo Mell (France 3 Bretagne) dans le MusikHall en 2015.

L'association organisatrice, Skeudenn Bro Roazhon, bénéficie du soutien de 300 bénévoles, ainsi que :
- les soutiens institutionnels de la région Bretagne, du département d'Ille-et-Vilaine et de la ville de Rennes ainsi que la Sacem
- les médias Ouest France, Radios France Bleu, Musique bretonne ainsi que France 3 Bretagne et les télévisions régionales (TVR, Tébéo, TébéSud)
- les marques comme Armor Lux, Brasserie Lancelot, Coreff, Crédit mutuel de Bretagne
- les partenaires techniques : Service des transports en commun de l'agglomération rennaise, Gouelioù Breizh, Tamm-Kreiz, Clap Services, Bleu Iroise, Rennes 1

## Impact

### Enregistrements live
Chaque année, le grand fest-noz est capté par les chaînes  bretonnes et France 3 Bretagne, retransmis en direct puis diffusé dans le cadre de l'émission Bali Breizh.
Des albums enregistrés à Yaouank ont vu le jour, permettant d'immortaliser le plus souvent des créations spéciales : Digresk et la Philharmonie des Deux-mondes pour Alkeemia Live, Hamon-Martin  et l'Orchestre symphonique de Bretagne, Denez Prigent pour son projet Teknoz (Trañs)...

### Filmographie
- Génération Yaouank, film documentaire réalisé par David Morvan, 52 minutes, 2013, production Bleu Iroise, TVR, TébéO et TébéSud avec le soutien du Centre national du cinéma et de l'image animée.